# Histoire du Stade Malherbe Caen

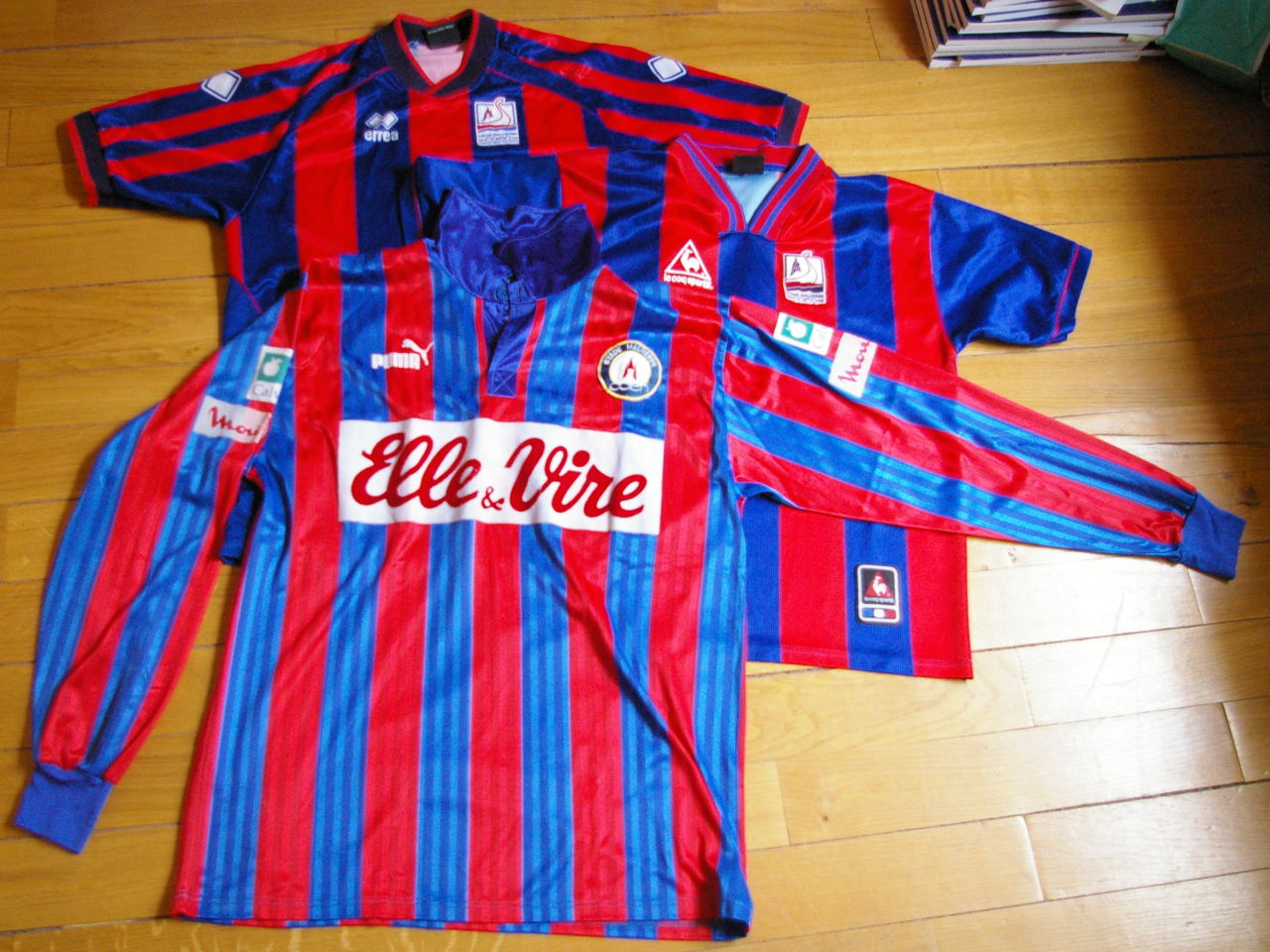
Maillots du SM Caen, saisons 1992, 2002 et 2005.

L'histoire du Stade Malherbe Caen est une lente marche vers l'élite du football français. Après une première période professionnelle au sein de la toute nouvelle Division 2 (de 1934 à 1938), le club est après-guerre un des principaux clubs amateurs de Normandie.
En 1970, le club découvre la Division 2 à la suite de son ouverture aux clubs amateurs. Après quinze saisons jouées entre Division 2 et Division 3, le Stade Malherbe adopte le statut professionnel en 1985 et obtient sa première promotion en Division 1 en 1988. Depuis, le club évolue selon les saisons et ses succès entre Ligue 1 et Ligue 2.

## Genèse (avant 1913)

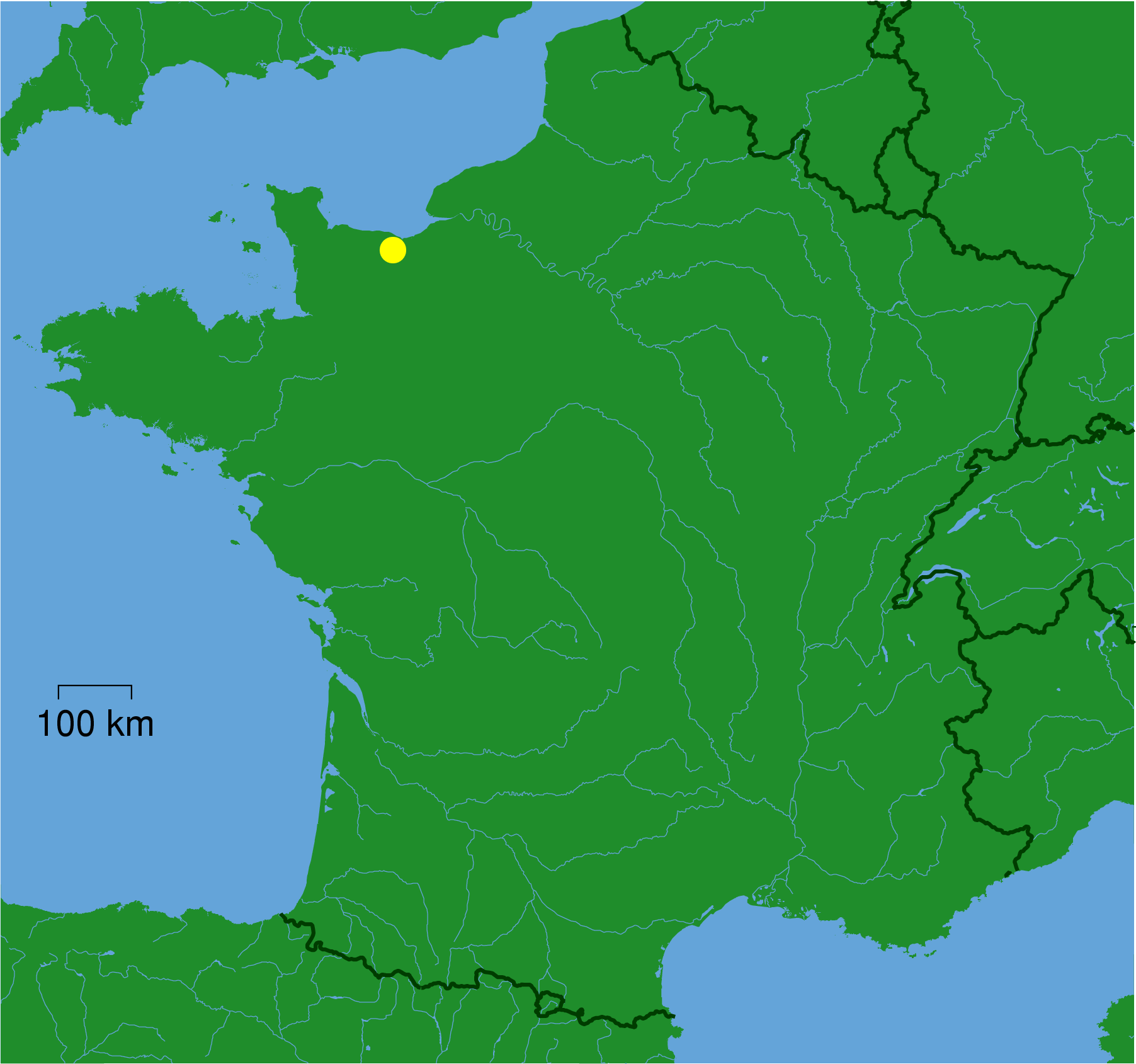
Localisation de Caen

Plusieurs clubs de football sont créés à Caen à la fin du XIXe siècle. Parmi ceux-là, on connaît l' Union sportive des étudiants de Caen (USEC), fondée en 1892, l'Union Athlétique du Lycée Malherbe (UALM), créée en 1892 ou 1895, et la normalienne Caen, fondée en 1896. Ces clubs participent aux premières éditions du championnat de Basse-Normandie de football USFSA, que l'USEC remporte en 1901, 1902 et 1904 et l'UALM en 1903.
En novembre 1899 est créé le Club Sportif Caennais. Le club omnisports semble plutôt spécialisé dans la pratique de la course à pied et de l'athlétisme, mais il participe également aux compétitions de football. Certaines sources indiquent qu'il a été champion de football USFSA de Basse-Normandie en 1907. Le 28 octobre 1907, André Detolle, Albert Berger et Henri Françoise, anciens membres de l'UALM, créent le Club Malherbe caennais, qui s'impose rapidement comme le meilleur club de Basse-Normandie, dont il remporte le championnat USFSA en 1908, 1909, 1910 et 1912.
Entre 1909 et 1911, plusieurs rencontres amicales sont organisées avec les Anglais de St Albans, d'abord avec une sélection de joueurs bas-normands, puis directement face au Club Malherbe. Quand ce dernier fusionne en février 1911 avec l'Union sportive des étudiants de Caen, il apparaît comme le principal club de football bas-normand.

## Premières années et première aventure professionnelle (1913-1939)

### Le temps des championnats régionaux (1913-1934)

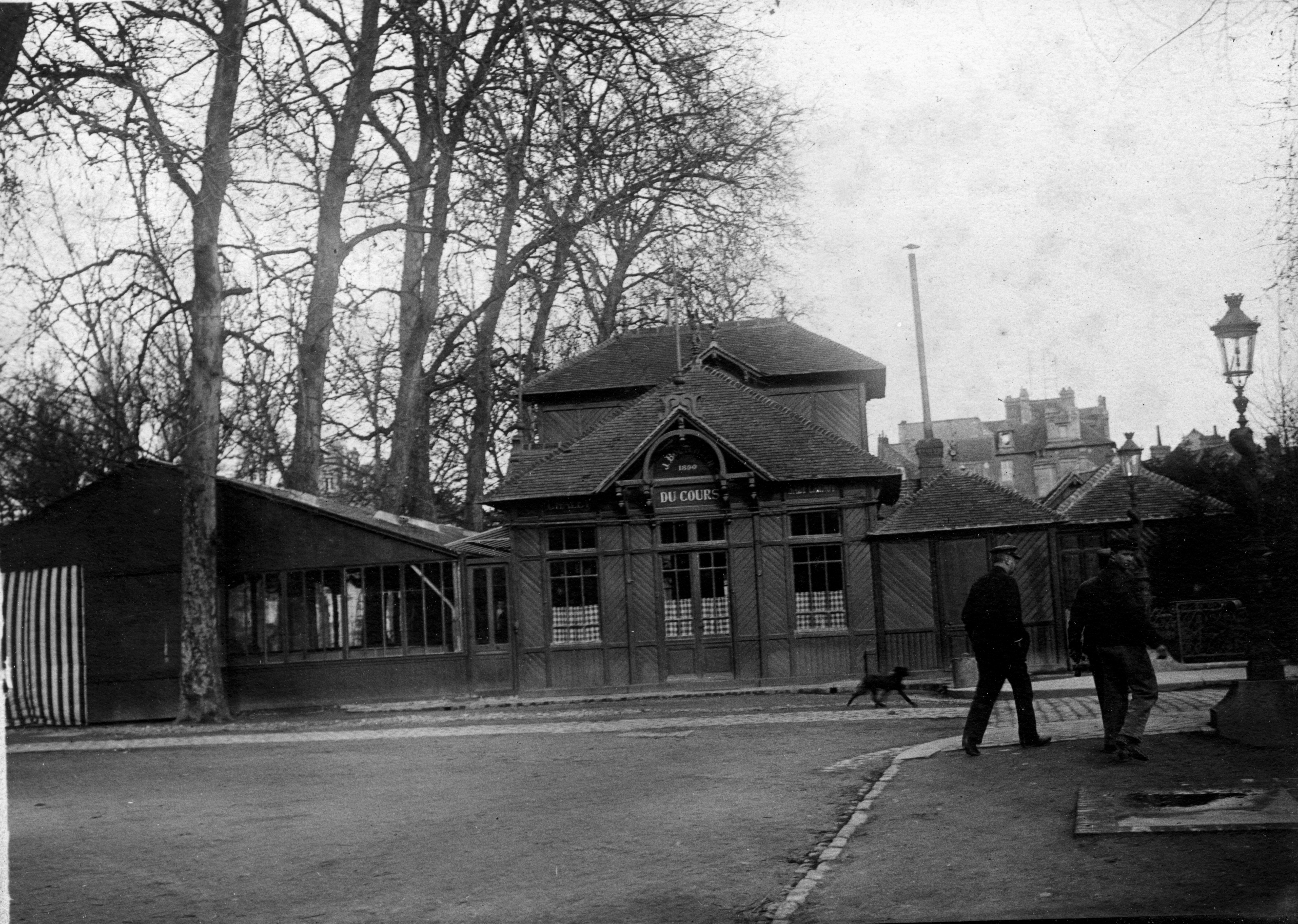
Le bistrot du Chalet où le club a été créé

Le Stade Malherbe Caennais naît officiellement le 17 novembre 1913 de la fusion du Club Malherbe caennais et du Club sportif caennais. Les discussions entre les deux clubs ont commencé au mois de septembre 1913 et ont abouti à une réunion extraordinaire des délégués des deux clubs le lundi 8 septembre 1913. Ces délégués ont décidé de fusionner leurs clubs respectifs dans le « Club Sportif Malherbe Caennais ». André de Borniol en est le premier président, secondé par Henri Pigis. Henri Prestavoine est secrétaire, Victor Mullois trésorier. Le nouveau club est omnisports puisqu'il dispose de trois commissions : association (football), rugby et athlétisme. Il adopte le « Malherbe » et le maillot à rayures du CMC, le « S » et les couleurs rouge et bleue du CSC. Le nom « Stade Malherbe Caennais » est entériné lors de la réunion du 14 septembre 1914. Le club dispose alors de trois équipes de football, de deux équipes de rugby et d'une équipe de cross-country. Le premier match amical de football du nouveau club se déroule le 28 septembre. Les statuts du nouveau club, validés par une assemblée générale se tenant au bar « Le Chalet » le 15 octobre 1913, sont enregistrés en préfecture de Caen le 17 novembre 1913.
En pratique, l'équipe de football du Club Malherbe, engagée en championnat 1re série de Basse-Normandie, change de nom avant le début de la saison. Elle dispute son premier match le 19 octobre 1913 contre le CS Honfleur à Venoix puis rencontre le SC Cherbourg, le SC Bernay et enfin l'AS Trouville-Deauville. Le championnat prend fin le 11 janvier 1914 après une victoire contre l'ASTD (5-3) devant « plusieurs centaines de spectateurs ». L'équipe remporte la compétition et le Stade Malherbe enregistre son premier titre dès sa première année d'existence. L'équipe est qualifiée pour le championnat de France de football USFSA de 1914, elle dispute son premier match contre le champion de Beauce, Maine et Touraine, l'US Le Mans le 1er février. L'équipe caennaise dispose facilement des manceaux par 6 buts à 1. Au tour suivant, le SMC tombe contre les champions de Basse-Bretagne le Stade Quimpérois. Le match devait se dérouler au parc des sports de Rennes le 15 février. Mais les Quimpérois font défection et l'équipe joue à l'improviste un match contre une sélection du Stade rennais. L'équipe n'est éliminée qu'en 8e de finale par l'Union sportive saint-servannais, futur demi-finaliste de l'épreuve, après lui avoir tenu tête lors d'un premier duel (3-3) et dû déclarer forfait au second.
La Première Guerre mondiale provoque l'arrêt provisoire des compétitions. Surtout, trente-neuf membres du club sont tués pendant les combats, dont l'ancien capitaine du CMC Eugène Lesomptier au début du conflit,. Une coupe à son nom est disputée à partir de 1918 avec les équipes secondes des clubs de l'USFSA de Basse-Normandie.
Le championnat de Basse-Normandie est disputé en 1917-1918. L'édition est remportée par le club et lui permet de glaner son deuxième titre. L'équipe ne participe pas à la coupe de France, dont c'est la première édition, mais à la coupe nationale de l'USFSA et se fait sortir par le HAC par un but à zéro.
Le SMC reprendre l'entraînement le 22 septembre 1918 afin de préparer les championnats de Basse-Normandie (groupe A) et la coupe E. Lesomptier. Le championnat début fin novembre avec un match contre la SPM Cherbourg (victoire 4-3). Les phases finales du championnat se déroulent à partir le 12 janvier 1919 et en demi-finale, le SMC bat la Société gymnastique de Caen par 5 buts à 4. Mais il perd en finale 1-0.
En 1919, le championnat de France USFSA disparaît, au profit des championnats régionaux et de la coupe de France. Le Stade Malherbe, renforcé par l'arrivée à Caen de l'ancien international français Eugène Maës, s'inscrit en championnat de division d'honneur de Basse-Normandie, dont il enlève six titres entre 1920 et 1928. La première édition de ce nouveau championnat est remportée par le club mais il ne peut s'imposer en finale du championnat de Normandie. En 1920-1921, le club remporte haut la main le championnat en restant invaincu. Mais comme lors de la saison précédente, il perd en finale du championnat de Normandie contre le FC Rouen. La situation se reproduit pour les saisons 1921-1922 et 1922-1923. En 1923-1924, le club termine deuxième derrière la Stella de Cherbourg. La saison suivante, le club termine deuxième du groupe A du championnat de Basse-Normandie et lors des phases finales du même championnat il arrive à se classer premier et remporter un nouveau titre de champion de Basse-Normandie. En 1925-1926, le club termine deuxième derrière la Stella de Cherbourg. Il devait impérativement terminer aux deux premières places afin de pouvoir disputer la nouvelle formule du championnat de Basse-Normandie pour la saison suivante.
En 1925, le district de Basse-Normandie de la ligue de Normandie décide de créer une première division. Le club y participe pour la saison 1926-1927 en ayant terminé deuxième la saison précédente. Lors des matchs réguliers, le club termine deuxième derrière la Stella de Cherbourg. Mais un match entre l'Olympique Caennais et l'équipe cherbourgeoise est contesté par cette dernière. Elle obtient gain de cause dans un premier temps, ce qui lui permet de terminer première. Mais l'Olympique Caennais fait appel et gagne une première fois. La Stella de Cherbourg fait appel aussi de cette décision mais il est rejeté. C'est donc bien le SM Caen qui est sacré champion et qui dispute les phases finales du championnat de Normandie. En 1927-1928, la 1re division de Basse-Normandie devient la division d'honneur. Le club remporte l'édition en ne perdant qu'un match contre le rival de la Stella de Cherbourg. En 1928-1929, le club et la Stella de Cherbourg sont les deux favoris, la rivalité est grande entre les deux équipes. Cette rivalité débouche sur des incidents lors de la rencontre le 16 décembre au stade de Venoix. Des spectateurs caennais prennent à partie verbalement l'arbitre qui est accusé de favoriser l'équipe cherbourgeoise. À la mi-temps, un spectateur donne un coup à l'arbitre derrière l'oreille pendant que d'autres crient « à mort ! ». Pour ces incidents, le stade de Venoix est suspendu 15 jours. C'est finalement la Stella de Cherbourg qui remporte le championnat devant le club. Cette deuxième place permet au club de disputer les poules de classement afin de participer, pour la saison 1929-1930, au nouveau championnat de Normandie qui regroupe les clubs hauts et bas-normands. Le club termine dernier de sa poule et doit se contenter de jouer une année supplémentaire en championnat de Basse-Normandie. En 1929-1930, le club termine largement premier du championnat avec une seule défaite et joue les phases finales du championnat de Normandie afin de pouvoir jouer les barrages pour monter en division d'honneur. Le club est opposé au CS Honfleur (champion de Normandie-centrale) et à l'Union Sportive Saint-Thomas d'Aquin (champion de Haute-Normandie). Le club sort vainqueur de cette phase finale et peut ainsi disputer le barrage contre le Racing-club de Rouen. Au terme de la double confrontation, le club sort vainqueur, ce qui lui permet d'accéder au championnat de division d'honneur de Normandie pour la saison suivante.
De 1930 à 1934, le club participe au championnat de division d'honneur de Normandie (avec le FC Rouen, le Havre AC, l'US Quevilly, la Stella de Cherbourg, etc.), où il peine à jouer les premiers rôles. Lors de la première saison, le club termine dernier et est obligé de jouer les barrages contre le CS Honfleur. Le club sort vainqueur de la double confrontation. En 1931-1932, le club termine à la 6e place sur 8. La saison suivante, il termine à la 5e place. Avec l'arrivée du professionnalisme, le FC Rouen et le Havre AC quittent la division d'honneur qui se retrouve ainsi moins relevée. Mais le club peine à y jouer et termine à la 6e place.
Le championnat de France professionnel est créé en France en 1932. Le 27 novembre 1932, le SM Caen reçoit le FC Sète, un des premiers clubs professionnels français, vainqueur de la coupe de France en 1930, devant 5 000 spectateurs. Le début d'année 1933 voit le club caennais affronter, en amical, le Kispest Budapest, l'Olympique lillois, le FC Fribourg, les tchèques du SK Náchod, le Stade rennais.

### Première aventure professionnelle (1934-1938)

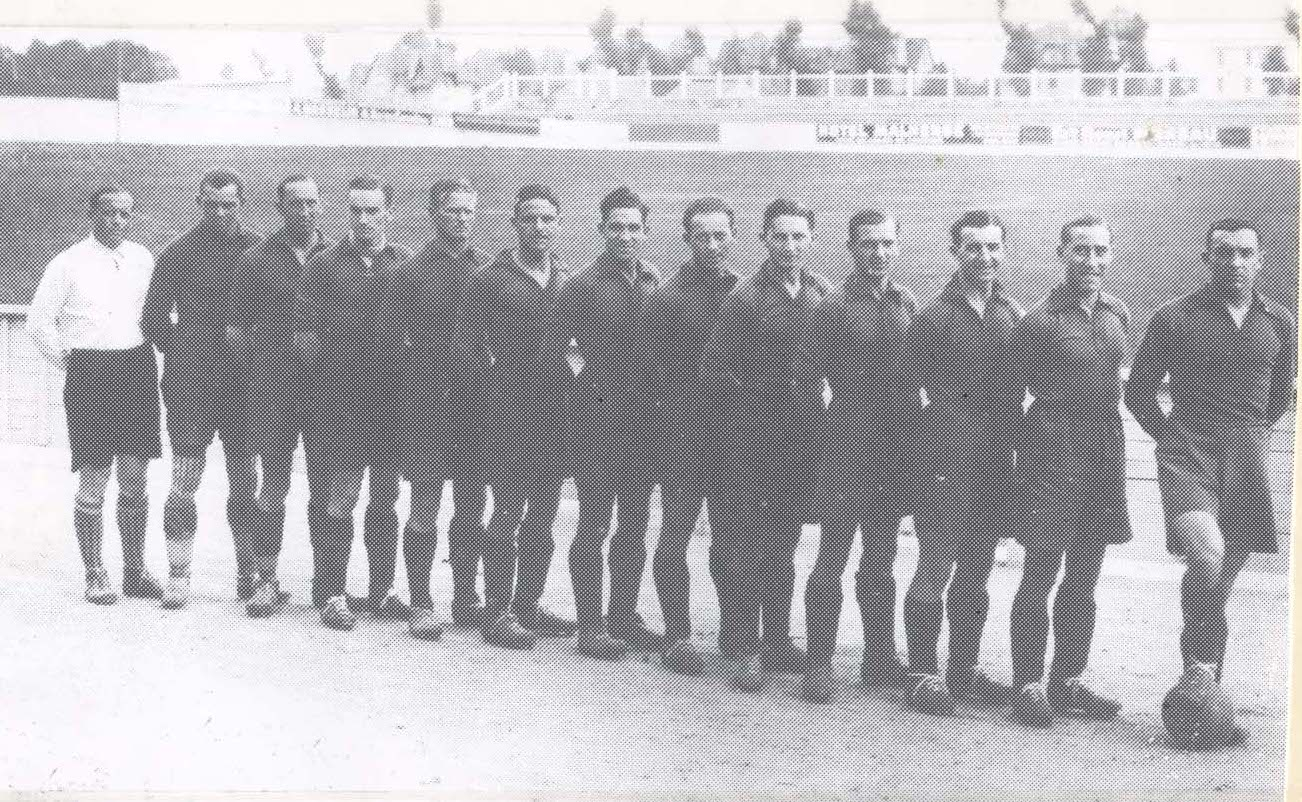
Première équipe professionnelle du Stade Malherbe, saison 1934-1935

En 1934, un an après le FC Rouen et le Havre AC, le Stade Malherbe acquiert le statut professionnel, ce qui lui permet d'intégrer la deuxième division du championnat de France.Le club caennais se dote d'un capital de 100 000 F. Le terrain de Venoix est agrandi à cette occasion.
Malgré des résultats d'abord encourageants (l'équipe termine respectivement aux 6e et 8e places en 1936 et 1937), le club voit sa situation financière se dégrader peu à peu.
- 1934-1935 M. Alba remplace M. Roy en tant président. Un nouvel entraîneur hongrois est recruté : François Konya, ainsi que plusieurs joueurs : Carabeuf, Carbonnet, Krebs, Falize, Kittel, Delesse, les hongrois François Mayer et Frajt, le marocain Émile Lopez, etc. Le 26 août 1934, le Stade Malherbe dispute son premier match professionnel face au FC Metz, qu'il bat 1-0 (Krebs). Malgré ce bon début et une victoire record (12-0) sur l'Hispano-Bastidienne Bordeaux, le Stade Malherbe ne termine qu'à la 11e place (sur 16) de Division 2, avec 21 points (9 victoires, 3 nuls et 14 défaites), à un point du rival havrais. Le FC Metz termine premier et accède à la Division 1.

- 1935-1936 Henri David devient président, Jean Gast, ancien joueur, est nommé entraîneur bénévole. Après une belle saison, marquée par une qualification en huitième de finale de la coupe de France (où les caennais sont éliminés par le Racing Club de France), le Stade Malherbe termine 6e de Division 2, alors composée de 19 équipes, avec 39 points (17 victoires, 5 nuls, 12 défaites). Le FC Rouen accède à la Division 1.

- 1936-1937 L'entraîneur est Maurice Cottenet. Le Stade Malherbe, mené par son capitaine et meilleur joueur Vlasta Borecky, arrivé en 1935, termine 8e de Division 2, avec 31 points (12 victoires, 7 nuls, 13 défaites). Malgré une santé financière précaire, les dirigeants décident de poursuivre l'activité professionnelle du club.

- 1937-1938 Plombé par sa situation financière, le Stade Malherbe parvient à se qualifier pour la deuxième phase du championnat (en se classant 4e sur les 5 équipes de la Poule Ouest) mais termine finalement 14e sur 16 de Division 2 (avec 23 points, pour 9 victoires, 5 nuls et 16 défaites).

Exsangue, le Stade Malherbe met fin à l'aventure professionnelle le 9 juin 1938, après quatre saisons professionnelles. La section professionnelle est dissoute lors de l'assemblée générale du 12 juillet. Le club réintègre alors le championnat de division d'honneur de Normandie, grâce aux bons résultats de la section amateur, vainqueur du championnat de Basse-Normandie de 1re division.

## Un grand club... amateur (1938-1983)
- 1938-1939  Après la dissolution de la section professionnelle le 12 juillet 1938[43], la section football continue d'exister sous la forme amateure. L'équipe première est engagée dans le championnat d'honneur de la ligue de Normandie aux côtés du Stade Havrais, du CA Lisieux, de l'AS Cherbourg Stella, l'équipe amateure du HAC, l'US Fécamp, l'US Quevilly (précédent champion), le CA Saint-Aubinois, l'US Normande et l'Olympique Bas-Normand. L'équipe remporte ce championnat en terminant invaincue sur les matchs retours avec au total 13 victoires, 2 matchs nuls et 3 défaites, 48 buts marqués, 26 encaissés. En coupe de France, l'équipe perd en 32e de finale contre le Stade rennais.
- 1939-1940 La saison combine à la fois le championnat de division d'honneur de Normandie et le critérium de Normandie[45]. Mais le déclenchement de la guerre juste avant la reprise du championnat, prévu le 17 septembre, change la donne. La ligue de Normandie annule le championnat et envisage, dans un premier temps, de faire jouer des compétitions départementales[46]. L'équipe est finalement intégrée dans le groupe D du critérium de Basse-Normandie avec l'US Houlgate, l'US Normande et le SU Dives. Elle termine deuxième et ne peut jouer la phase finale du critérium. En coupe de France, le parcours s'arrête en 16e de finale après une défaite contre le FC Rouen.
- 1940-1941 Le club évolue dans le groupe D du critérium de Basse-Normandie avec le Sports et union Dives, le Club athlétique de Lisieux, l'Union sportive normande, l'Union sportive des cheminots de Caen et l'Association sportive Trouville-Deauville[47].
- 1941-1942 Le club dispute le critérium de Basse-Normandie qu'il remporte. Il gagne la coupe de Normandie. Le club est battu en demi-finale du critérium de Normandie par le CA Lisieux.
- 1942-1943 Le club dispute le critérium de Basse-Normandie qu'il remporte. Il perd en finale du championnat de Normandie contre l'AS Trouville-Deauville et s'incline en finale de la coupe de Normandie contre l'US Quevilly.
- 1943-1944 Le club dispute le championnat de France amateur créé pour les amateurs. Il joue dans le groupe Normandie avec le Havre AC (réserve amateur), l'US Quevilly, l'US Normande, le FC Dieppe, le US Fécamp, le FC Rouen (réserve amateur) et le GS Marissel. Peu de matchs se jouent à cause des difficultés liées à la circulation.
- 1945-1946 Le club termine champion de division d'honneur de Basse-Normandie.
- 1946-1947 Le club termine champion de division d'honneur de Basse-Normandie[48] et gagne la coupe de Normandie.
- 1947-1948 Le club termine champion de division d'honneur de Basse-Normandie[49], ce qui lui permet d'intégrer le nouveau championnat de France Amateur.

### Le club de CFA multiplie les exploits en coupe de France
En 1948, après dix ans de championnat régional, le club intègre le championnat de France amateur (CFA), troisième niveau de la hiérarchie du football français tout juste créé. Solide équipe de CFA, dont le principal rival régional est alors l'US Quevilly, les Caennais se révèlent incapables de remporter le championnat, malgré les appels successifs à d'anciens internationaux français en tant qu'entraîneurs-joueurs : Jules Vandooren, Jean Prouff, André Grillon, Jean Vincent, Célestin Oliver.
Dans les années 1950, les Caennais, menés par leur emblématique capitaine Claude Mercier, font essentiellement parler d'eux par des exploits répétés en Coupe de France :
- Le 19 janvier 1953, les Caennais réalisent l'exploit d'éliminer le Stade de Reims, le plus prestigieux des clubs français, en 1/32e de finale de Coupe de France[52]. Jean Prouff, entraîneur-joueur, met en place un système de jeu très défensif qui perturbe les rémois. Ces derniers parviennent pourtant à ouvrir le score à l'heure de jeu par Léon Glovacki, malgré les exploits du gardien caennais Brandao. Les Normands profitent alors d'erreurs individuelles rémoises pour inscrire deux buts par Henri Allard et remporter le match. En 16e de finale, les Caennais s'inclinent face à l'OGC Nice (2-0), un autre pensionnaire de première division[53].
- En 1956, les Normands comptent depuis 1955 dans leur rang l'ancien international André Grillon venu comme entraîneur-joueur. Les Claude Mercier, René Brandao, René Kergal et autres Gérard Léonce confirment leur statut d'équipe de coupe en éliminant le Racing CP (3-2), équipe de D1, puis Alès (1-0), équipe de D2. Ils ne sont défaits qu'en 8e de finale par le RC Lens, après prolongation (1-4)[54].
- 1956-1957 En 16e de finale, les caennais poussent l'AS Monaco à jouer un match d'appui, après avoir tenu en échec une première fois le club monégasque (1-1), puisqu'à l'époque où chaque match nul est un match à rejouer[55].
- 1957-1958 En 1/64e, le Stade Malherbe pousse le FC Nantes à jouer cinq matches : les trois premiers se soldent par des matchs nuls 0-0, malgré les prolongations, le quatrième match est interrompu par la pluie, avant que le cinquième ne voit les Nantais l'emporter 1-0. Les deux équipes se seront affrontées près de huit heures ! Le règlement de la Coupe de France est modifié la saison suivante afin de limiter à trois le nombre de confrontations[54],[56].
- En 1961 enfin, l'équipe élimine le RC Lens (2-1 a.p.) puis l'US Forbach, club de deuxième division (2-2, puis 3-2), avant de s'incliner face aux Girondins de Bordeaux en 8e de finale (3-1)[51]. Ces différents exploits permettent au club de remporter le « challenge France-Football » récompensant la meilleure équipe amateur en coupe de France en 1956 et 1961[57].

Engagé en championnat de France amateur sans discontinuer depuis 1948, mais miné par l'instabilité chronique de ses dirigeants et une santé financière précaire, le club se fragilise peu à peu. Il est relégué à deux reprises (en 1962 et 1965), mais remporte à chaque fois dans la foulée le championnat de division d'honneur de Normandie, lui permettant de retrouver sa place en CFA.

### Entre deuxième et troisième division (1970-1983)
En 1970, le CFA est supprimé. À la suite de l'élargissement de la deuxième division de 16 à 48 équipes, le club, alors entraîné par Célestin Oliver, y est promu. Durant les années 1970, l'équipe première évolue entre D2 et D3, sans parvenir à se stabiliser. En 1975, l'équipe fanion, dirigée par Jacques Mouilleron et menée notamment par Jean-Paul Bouffandeau et Jean-Paul Pottier (élus joueurs amateurs de l'année en 1975 et 1976), remporte le groupe Ouest de troisième division, ce qui constitue son premier titre national. Le Stade Malherbe est désigné meilleur club amateur par France-Football. La saison suivante, l'équipe se bat longtemps dans le trio de tête et termine finalement au 6e rang du groupe A de deuxième division. Pourtant, les résultats ne suivent pas : trois ans plus tard, le club est redescendu à l'étage inférieur, où il ne termine qu'à la 9e place. De nouveaux champions de D3 en 1980 sous la direction d'Alain Laurier, les Caennais ne parviennent pas à se maintenir en deuxième division la saison suivante.
- 1970-1971 (Division 2)  La saison, commencée par cinq défaites, est très difficile et le Stade Malherbe, avant-dernier, ne doit son maintien qu'à un repêchage lié à sa moyenne de spectateurs.
- 1971-1972 (Division 2) Grâce aux arrivées du gardien Christian Delachet et du milieu Alain Rampant et au talent du Yougoslave Djuro Šorgić, recruté en milieu de saison précédente, Caen effectue une saison de toute beauté. Très efficace à l'extérieur, l'équipe est longtemps troisième mais finit sixième, victime de son manque d'efficacité à domicile.
- 1972-1973 (Division 2) Delachet, Rampant et l'espoir local Alain Hopquin quittent le club, de même qu'Oliver qui part au Stade de Reims. Malgré cela, Caen rêve de professionnalisme et recrute des anciennes gloires comme Philippe Gondet et Jean-Claude “Pablo” Hernandez, ainsi que l'entraîneur Bernard Lelong, ex-joueur du RC Paris. Ce mercenariat ne fonctionne pas, Malherbe prend un point en neuf matchs, perd 7-0 à Rouen et change d'entraîneur à mi-parcours : Émile Rummelhardt réorganise l'équipe, lui permettant de se reprendre mais le retard initial n'est pas rattrapé et Caen descend en division 3. En Coupe de France, les caennais atteignent les 32e de finale, mais s'inclinent face aux Girondins de Bordeaux.
- 1973-1974 (Division 3 - Groupe Ouest) Le Stade Malherbe retourne à une politique plus régionale et l'équipe est bouleversée. Le gardien Alain Douville commence cette saison-là une carrière en bleu et rouge qui finira en 1985 et Jacques Mouilleron est la seule recrue d'expérience. Il devient même entraîneur-joueur en cours de saison. L'équipe, handicapée par des problèmes offensifs, effectue un parcours sans éclat.
- 1974-1975 (Division 3 - Groupe Ouest) L'équipe achève son renouvellement, marqué par de nombreux départs et peu d'arrivées. Mais ces dernières sont cruciales : le milieu offensif Jean-Paul Bouffandeau et le buteur Éric Lhoste conduisent Caen à la première place du groupe, non sans mal car c'est à la différence de buts particulière que Malherbe s'impose : les cinq premiers sont en deux points ! Cette saison voit se jouer les premiers derbys Stade Malherbe-US Normande.
- 1975-1976 (Division 2) L'équipe est peu modifiée mais reçoit le renfort du Yougoslave Bojidar Antić, attaquant de classe internationale. L'équipe atteint la troisième place, avant qu'une fin de saison délicate la conduise finalement au sixième rang. Elle est aussi victime du bonus offensif, sans lequel elle serait restée sur le podium. Résultat paradoxal quand on constate qu'Antić et Lhoste finissent aux deux premières places du classement des buteurs. Le Stade Malherbe est désigné meilleur club amateur fin 1975 et Jean-Paul Pottier, indispensable complément de Bouffandeau au milieu, meilleur joueur amateur.
- 1976-1977 (Division 2) Lhoste s'en va au Paris FC, Antić est suspendu deux mois en début de saison et l'équipe souffre offensivement. Malgré un passage catastrophique de huit défaites consécutives, le Stade Malherbe sauve sa place lors du dernier match, grâce à une victoire décisive contre le FC Lorient qui précipite ce dernier en division 3. Le SMC atteint les 16e de finale en Coupe de France, éliminé par le Paris SG. Bouffandeau est élu meilleur joueur amateur fin 1976.
- 1977-1978 (Division 2) Le départ d'Antić accroît les problèmes offensifs. Les recrues s'avèrent insuffisantes et Caen doit jouer ses premiers matchs à « domicile »... à Bayeux pour cause de réfection de la pelouse de Venoix. Le parcours est médiocre, Malherbe finit bon dernier.
- 1978-1979 (Division 3 - Groupe Ouest) Bouffandeau s'en va et Caen tente de corriger ses problèmes offensifs en organisant le retour de Lhoste et de Daniel François. Cela ne fonctionne pas, la saison est médiocre. Caen est même devancé (et battu deux fois) par son voisin de l'US Normande. Seule consolation : les 32e de finale en coupe de France face au Stade de Reims.
- 1979-1980 (Division 3 - Groupe Ouest) C'est la fin d'une époque : Mouilleron, entraîneur depuis 1974, est remplacé par Alain Laurier et l'équipe est réorganisée. Pascal Théault, au club depuis 1964 mais freiné dans sa carrière par une grave blessure fin 1977, devient libéro. Le capitaine de l'US Normande, Eugène Prieur, est recruté. Les Caennais réalisent une saison exceptionnelle : ils restent invaincus pendant vingt-sept matchs (sur trente), mais s'inclinent lors du déplacement sur le terrain du VS Chartres, pourtant dernier. Néanmoins le championnat est remporté haut la main.
- 1980-1981 (Division 2) L'équipe valant essentiellement par son sens du collectif et sa solidité défensive, les dirigeants cherchent à la renforcer offensivement mais ratent leur recrutement. La chute n'en est que plus dure, l'équipe termine à la dernière place. La coupe de France offre une nouvelle petite consolation avec une qualification pour les 32e de finale contre le Sporting Club de Bastia.
- 1981-1982 (Division 3 - Groupe Ouest) Malherbe remodèle tout son secteur offensif, avec notamment les arrivées de l'anglais Bobby Brown et du sénégalais Malick N'Doye. L'équipe effectue un parcours honorable mais au moment où elle se retrouve en position de monter, elle échoue à Venoix lors du match au sommet contre le Red Star 93. Elle finit quatrième.
- 1982-1983 (Division 3 - Groupe Ouest) Le jeune Alain Vandeputte s'avère être un buteur efficace mais cela ne suffit pas. En lutte avec le Stade Quimpérois pour la montée jusqu'à la dernière journée, Malherbe perd dès qu'un match devient décisif et finit encore quatrième.

## De la D3 à la coupe d'Europe (1983-1993)

### Montée en puissance vers l'élite (1983-1988)
En 1983, quand Pierre Mankowski est recruté comme entraîneur-joueur, le Stade Malherbe évolue en troisième division. Son arrivée coïncide avec la remontée du club en D2, obtenue à l'issue d'un duel serré avec le CA Lisieux de Jacques Santini. Les Caennais s'offrent une belle aventure de coupe de France, en éliminant l'US Normande, le RC Paris puis le Lille OSC, club de D1, avant de s'incliner aux tirs au but face au Stade lavallois, qui vient d'éliminer le Dynamo Kiev en coupe d'Europe,. Fin 1984, Pascal Théault et Pierre Mankowski sont respectivement nommés joueur et entraîneur amateurs de l'année. Le club obtient la saison suivante un maintien relativement confortable en deuxième division, à l'issue duquel il adopte le statut professionnel. Mankowski est ambitieux et le club ne cache pas sa volonté de découvrir l'élite. Le club se renforce progressivement, d'abord en défense, puis en attaque. Les Caennais terminent 6e de D2 en 1986, puis 2e en 1987 grâce notamment aux « PP flingueurs », Philippe Prieur et Éric Pécout. Alors que les Caennais ont fait cette saison-là du stade de Venoix une place inviolée, ils s'y inclinent face à l'AS Cannes au premier tour des barrages de montée (0-1).
- 1983-1984 (Division 3 - Groupe Ouest) Pierre Mankowski arrive comme entraîneur-joueur pour une saison exceptionnelle. En championnat Malherbe lutte jusqu'au bout pour la montée avec le voisin CA Lisieux, entraîné par Jacques Santini. Cette fois-ci le match au sommet à Venoix est remporté, devant 13350 spectateurs. Troisième et premier club amateur à la différence de buts, Caen remonte en Division 2. En coupe de France, l'équipe s'offre une merveilleuse aventure, éliminant le Racing club de Paris et le Lille OSC. Elle est éliminée en 16èmes de finale après une séance de tirs au but par le Stade lavallois. Théault est nommé meilleur joueur amateur fin 1984.
- 1984-1985 (Division 2) Peu désireux de renouveler les erreurs du passé, Caen recrute des joueurs expérimentés de division 2, ainsi que le local Yvan Lebourgeois. Ils offrent au club un maintien sans frayeur, essentiellement dû à une grande solidité défensive.

- 1985-1986 (Division 2) C'est le début de la grande aventure du professionnalisme puisque Caen en adopte le statut. Le gardien de but Alain Douville, au club depuis 1973, arrête sa carrière, remplacé par Michel Bensoussan. Bruno Scipion et Éric Bala sont recrutés pour former une solide défense centrale et Guy Stéphan pour mener le jeu. Dégageant une grande maturité, et malgré une puissance insuffisante en attaque, l'équipe termine à la sixième place.

- 1986-1987 (Division 2) Philippe Prieur et Éric Pécout, que l'on surnomme bientôt les "PP flingueurs", sont recrutés pour dynamiser l'attaque caennaise, ils ne déçoivent pas et inscrivent 28 buts à eux deux. Malheureusement Caen termine à la 2e place de la poule A, derrière les Chamois niortais menés par Abedi Pelé : il faut jouer les barrages d'accession. L'AS Cannes de Jean Fernandez est trop expérimentée et s'impose à Venoix. Mankowski est désigné meilleur entraîneur et Prieur meilleur joueur de division 2.

Les Caennais terminent la saison suivante en tête de leur championnat, à égalité de points avec le RC Strasbourg, mais doivent disputer les barrages du fait d'une différence de buts défavorable. Ils disposent d'abord de l'Olympique d'Alès aux tirs au but (1-1, 3-2 tab), puis éliment l'Olympique lyonnais (1-2, 2-0). Enfin, ils affrontent les Chamois niortais, relégués de D1. Après un match nul à Niort (1-1), les Caennais l'emportent 3-0 à Venoix et obtiennent leur montée dans l'élite.
- 1987-1988 (Division 2) Renforcé notamment par le retour de Franck Dumas (qui a cassé son contrat avec le Matra Racing) et le recrutement de l'international yougoslave Nikolić, le Stade Malherbe lutte avec Strasbourg pour la première place mais échoue finalement à la différence de buts : les caennais doivent de nouveau jouer les barrages. Cette fois ils sont irrésistibles, écartant successivement l'Olympique d'Alès, l'Olympique lyonnais et enfin les Chamois niortais (1-1 à Niort, 3-0 à Caen). Caen est en division 1 pour la première fois de son histoire. Mankowski est de nouveau désigné meilleur entraîneur de division 2.

### Découverte de la première division et apogée (1988-1993)
En 1988 le Stade Malherbe découvre la Division 1, dont il a le plus faible budget. Handicapés par de nombreux départs, dont celui de Mankowski, ils débutent par six défaites consécutives en début de saison, ce qui semble confirmer les pronostics des journalistes. Les Caennais obtiennent finalement leur maintien in extremis. Le club, rebaptisé Stade Malherbe Caen Calvados Basse-Normandie, s'ancre progressivement en Division 1. À l'automne 1991, la presse dévoile que le club est proche du dépôt de bilan, du fait d'un déficit supérieur à 32 millions de francs (MF). Les entreprises régionales et collectivités locales renflouent le club, qui réalise une saison exceptionnelle : le Stade Malherbe termine cinquième de championnat de France, et obtient sa première, et à ce jour unique, qualification pour la Coupe de l'UEFA.

#### La dure bataille pour le maintien (1988-1990)
- 1988-1989 (Division 1) Mankowski s'en va, remplacé par Robert Nouzaret. Malherbe doit en fait faire face à de nombreux départs (Prieur, Pécout, Scipion, Nikolić, etc.) et compense par les arrivées de Jean-François Domergue et des anglais Graham Rix et Brian Stein. Si, après six défaites d'entrée, on ne donne pas cher des Caennais, dotés avec 30 millions de francs du plus faible budget de Division 1[66], ceux-ci démontrent des vertus morales insoupçonnées. Avec l'aide d'un Stade de Venoix plein à craquer, Caen arrache son maintien in extremis en arrachant trois victoires lors des trois derniers matchs, notamment à Bordeaux, où menés 2-0 à la mi-temps, les Caennais l'emportent grâce à un triplé de la révélation Fabrice Divert.

- 1989-1990 (Division 1) Les dirigeants tentent de recruter des joueurs expérimentés mais seul Michel Rio se montre à la hauteur. Après un début de saison décevant, Nouzaret, au caractère difficile, est écarté au profit de Daniel Jeandupeux. Si l'équipe obtient de bons résultats à Venoix, le parcours à l'extérieur est calamiteux (5 matchs nuls et 14 défaites). Caen obtient tout de même un nouveau maintien en division 1 en terminant de nouveau à la 16e place.

#### Première partie de tableau, Coupe UEFA et problèmes financiers (1990-1993)
- 1990-1991 (Division 1) L'équipe est bouleversée, à la fois par les recrutements de nombreux joueurs, parmi lesquels Jesper Olsen, Benoît Cauet ou encore Hippolyte Dangbeto, mais aussi par les choix de Jeandupeux qui reconvertit certains joueurs offensifs en défenseurs. C'est ainsi que Dumas commence sa carrière de libéro, qui le mènera à Monaco. Le club réalise un excellent début de saison et pointe à la deuxième place du classement au soir de la 8e journée, derrière l'Olympique de Marseille[68]. Intraitable à domicile, le club effectue une saison prometteuse et termine finalement à la huitième place.

- 1991-1992 (Division 1) D'un point de vue sportif, cette saison est la plus aboutie du club. Malherbe, renforcé par Xavier Gravelaine, Stéphane Paille et Willy Görter, effectue un parcours remarquable en championnat, finissant cinquième et se qualifiant pour la Coupe de l'UEFA. En Coupe de France, le match Caen-Lens marque les esprits en offrant un spectacle offensif d'une rare intensité ("match de l'année 1991" selon l'hebdomadaire France Football). Le score, 5-4 après prolongations, parle de lui-même. Mais l'aventure se termine en quarts de finale face à l'OM. Situation paradoxale, en coulisse, le club ne passe pas loin de la disparition. Les recrutements des années précédentes (Piet Den Boer, Jesper Olsen) ont coûté cher et n'ont pas été compensés par la revente de Fabrice Divert comme cela était prévu. Fin 1991, le club accuse plus de 30 millions de francs de déficit [69]. Les collectivités et les entreprises locales se mobilisent, le club est finalement sauvé. Le président Jean-Jacques Fiolet démissionne, remplacé par Guy Chambily[70].

- 1992-1993 (Division 1) Pour sa pérennité financière, le club a encore besoin d'une rentrée d'argent [71]. Le président Guy Chambily se sépare donc de Franck Dumas. Ce dernier part à l'AS Monaco pour 6 millions de francs et n'est pas remplacé en défense, tandis que Gabriel Calderón et Stéphane Dedebant viennent renforcer le milieu de terrain. L'attaque, menée par un Xavier Gravelaine virevoltant, est redoutable. Le tirage du premier tour de la coupe d'Europe réserve au club le Real Saragosse. Les Caennais attaquent le match aller tambour battant : après vingt minutes, ils mènent 2-0, grâce à Paille et Gravelaine, puis 3-1 grâce à un nouveau but de Paille, servi de nouveau par Gravelaine. Les Espagnols réduisent finalement la marque sur une action litigieuse et Caen l'emporte 3-2[72],[73]. La rencontre est élue en fin d'année « match de l'année 1992 » par le magazine France Football[74]. Quelques jours plus tard, Gravelaine est sélectionné en équipe de France pour la première fois de sa carrière. Lors du match retour, dirigé par le controversé arbitre gallois Howard King, les Espagnols bénéficient d'un arbitrage objet à polémique mais l'emportent assez logiquement sur les Caennais, en dépit du pari tactique de Daniel Jeandupeux (le meneur de jeu Stéphane Dedebant et le buteur Paille jouent en défense)[75],[76]. Sur les deux matchs, les Caennais sont éliminés. Malgré l'explosion au plus haut niveau de Gravelaine, auteur de vingt-deux buts toutes compétitions confondues, les Malherbistes ne se remettent pas de cette déception. La faiblesse chronique de l'équipe en défense l'empêche de décoller en championnat, qu'elle termine à la onzième place. L'OM élimine Malherbe en huitièmes de finale de Coupe de France. À la fin de la saison, le mythique mais vétuste Stade de Venoix est abandonné par l'équipe première, qui inaugure le Stade Michel-d'Ornano par une victoire (4-1) lors d'un match de gala contre le Bayern Munich. Une page se tourne.

## A la recherche de la stabilisation en première division (depuis 1993)

### Des difficultés sportives (1993-1997)

#### La chute vers la deuxième division (1993-1995)
En 1993, l'équipe quitte l'emblématique Stade de Venoix pour le stade Michel-d'Ornano. Plus grand, plus moderne et plus confortable, celui-ci doit symboliser les nouvelles ambitions du Stade Malherbe. Malheureusement les Caennais ne sont pas à la hauteur sportivement : en 1995, handicapé par les erreurs de recrutement, le club est relégué.
- 1993-1994 (Division 1) Xavier Gravelaine part au Paris SG, Stéphane Paille aux Girondins de Bordeaux : l'attaque est décimée. Le recrutement du défenseur international brésilien Célio Silva est une déception. Le meneur Stéphane Dedebant se blesse gravement en début de saison. Malgré la première victoire de son histoire sur l'OM, Malherbe doit lutter pour son maintien. Avec l'aide du meneur de jeu russe Alexander Mostovoi, recruté comme joker, le club termine finalement à la seizième place et conserve sa place en Division 1.

- 1994-1995 (Division 1) L'entraîneur Daniel Jeandupeux part à Strasbourg, remplacé par l'entraîneur emblématique Pierre Mankowski. Il arrive du Lille OSC avec le suédois Kennet Andersson qui vient de réussir une superbe Coupe du monde. Son association prometteuse avec Amara Simba échoue. Le départ de Benoit Cauet a encore fragilisé la défense, et le remplacement de Célio Silva par Milos Glonek en défense centrale ne suffit pas. La mauvaise entente entre les anciens joueurs et les nouvelles recrues "stars" détruit l'ambiance au sein du vestiaire. Durant l'entrainement, des joueurs sont proches d'en venir aux mains avec Kennet Andersson[77]. Malgré un budget record de 54 millions de francs[78], Malherbe termine à l'avant-dernière place et quitte l'élite.

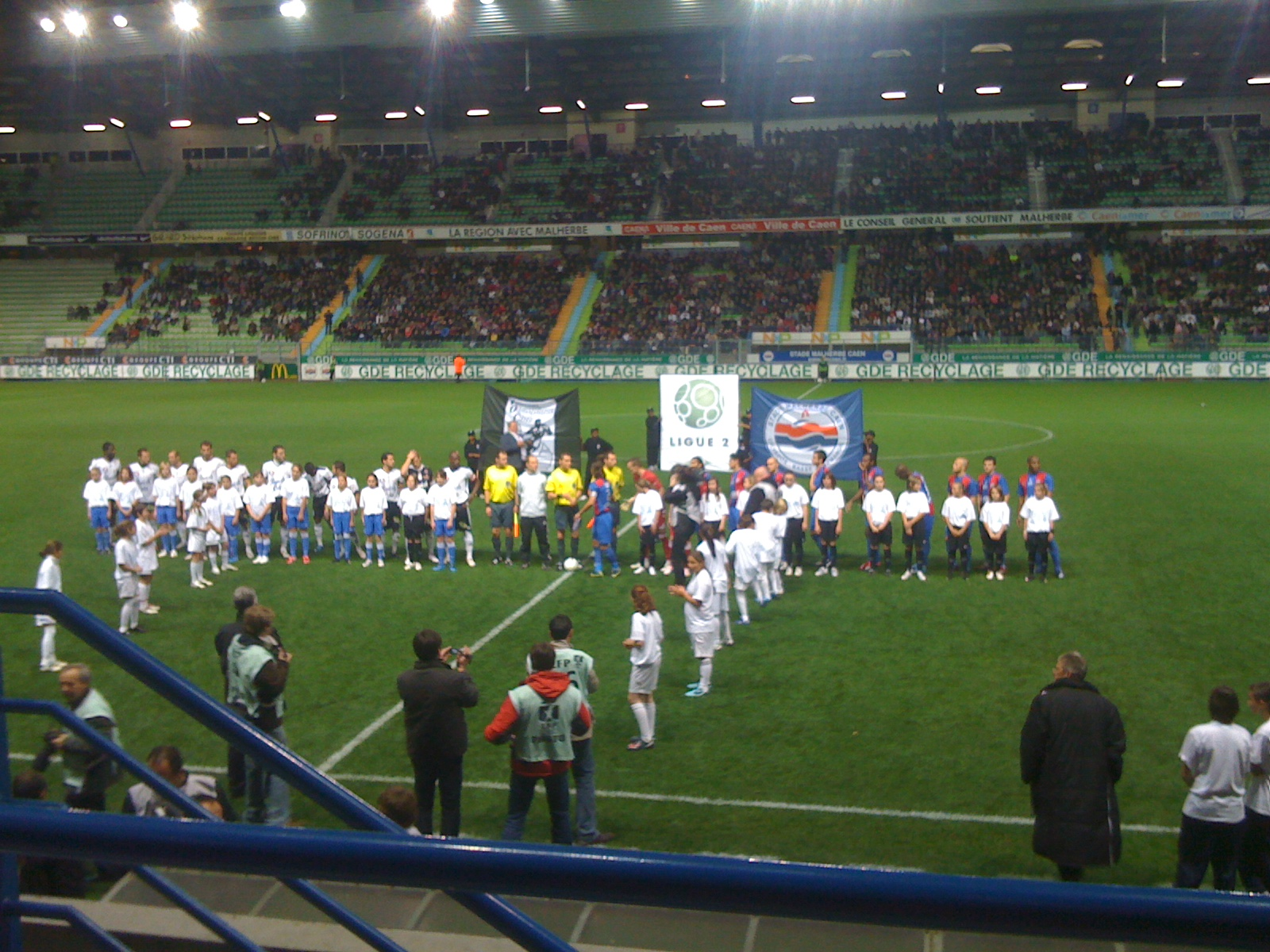
Présentation des équipes avant match, stade Michel-d'Ornano

#### Un aller-retour pour la Division 1 (1995-1997)
Les Caennais, judicieusement renforcés et entraînés par Mankowski, sont champions de Division 2 en 1996, principal titre du palmarès. Les Caennais ne conservent leur place dans l'élite qu'une seule saison : 17e, ils redescendent en deuxième division à la défaveur de la réduction de la D1 à 18 clubs.
- 1995-1996 (Division 2) La vente d'Andersson permet de recruter une équipe de niveau élevé pour la Division 2. C'est ainsi qu'arrivent les Auxerrois Raphaël Guerreiro et Pascal Vahirua, les buteurs Franck Priou et Samuel Michel, ainsi que le gardien Luc Borrelli. Cette équipe expérimentée effectue un parcours remarquable et remporte le titre de champion de France de Division 2, devant l'Olympique de Marseille. Elle atteint également les quarts de finale de coupe de France, seulement éliminée à Montpellier (1-0).

- 1996-1997 (Division 1) À la suite d'un changement de direction et malgré la remontée, Pierre Mankowski est limogé au profit de Guy David. Priou et Michel partis, les recrutements d'Anthony Bancarel et d'Etienne Mendy n'ont pas le succès attendu. Le jeune Frédéric Née se révèle en attaque mais son efficacité ne suffit pas. Peu efficace à domicile et concédant trop de nuls, Caen termine dix-septième et descend, victime du passage à dix-huit clubs de la Division 1.

### Retour durable en deuxième division (1997-2004)
Le Stade Malherbe devient alors en quelques années un club ordinaire de Division 2, ce qui encourage les dirigeants à s'appuyer davantage sur le centre de formation, d'autant que son responsable dans les années 1990, Pascal Théault, est l'entraîneur malherbiste de 1997 à 2000. En 2001, le club termine à une piètre 17e place.

#### Les années Théault (1997-2000)
- 1997-1998 (Division 2) Jeandupeux revient comme directeur sportif et Calderon comme entraîneur. L'équipe est remodelée avec notamment les arrivées de Régis Brouard et Samuel Boutal du Red Star. William Gallas, Milos Glonek et Stéphane Dedebant s'en vont. Handicapée par des choix tactiques qui semblent inadaptés à la D2, l'équipe réalise un début de saison calamiteux. Pascal Théault, qui œuvre depuis des années à la formation, prend la place de Gabriel Calderón en novembre. Il n'hésite pas à faire confiance aux jeunes Jérôme Rothen, Anthony Deroin Johan Gallon et, petit à petit, remet Malherbe sur les rails. L'équipe atteint même la 6e place mais perd tout espoir de montée après une défaite à domicile contre Lille. Un joli parcours en coupe de France voit Caen éliminer Toulouse puis Nantes, avant d'échouer de peu face au RC Lens, futur champion de France, en quart de finale.

- 1998-1999 (Division 2) Le club n'a plus les mêmes moyens financiers et doit laisser partir Frédéric Née et David Sommeil. Raphaël Guerreiro et Luc Borrelli partent également, tandis que Milos Glonek revient. L'équipe atteint la troisième place à mi-parcours mais les jeunes joueurs caennais souffrent physiquement sur les terrains gras de l'hiver (notamment celui du Stade Michel-d'Ornano). Samuel Boutal, reconverti avant-centre, réalise une saison exceptionnelle et inscrit 16 buts. Son rendement ne suffit pas et le Stade Malherbe décroche pour finir la cinquième place.

- 1999-2000 (Division 2) Samuel Boutal s'en va, remplacé par Seyni N'Diaye et le vétéran Christophe Horlaville. Cyrille Watier est recruté pour occuper l'aile droite. Le club réalise une saison somme toute similaire à la précédente. Troisième à la trêve, Malherbe connaît ensuite une période difficile. Malgré le talent de Jérôme Rothen et l'explosivité du jeune Bernard Mendy, l'équipe ne parvient souvent pas à concrétiser ses occasions et concède beaucoup de matchs nuls. En l'absence d'un réel buteur, le Stade Malherbe termine finalement à la sixième place.

#### Privatisation et lutte pour le maintien en deuxième division (2000-2001)
- 2000-2001 (Division 2)  Durant l'intersaison, le club est privatisé. Guy Chambily revient à sa tête, précipitant le départ de Jeandupeux. Le club change de statut pour une SASP, avec un nouveau directoire et l'instauration d'un conseil de surveillance. Le budget du club est doublé et atteint 65 millions de francs, un record pour le Stade Malherbe en deuxième division. Guy David revient en tant que directeur sportif. Du côté des joueurs, Rothen rejoint l'ESTAC Troyes, remplacé par Marc Zanotti, et Mendy part à Paris. Nicolas Esceth-N'Zi, milieu de terrain prometteur de Gueugnon, est la recrue la plus notable. Sur le terrain, c'est la grosse désillusion : le recrutement se révèle calamiteux et un départ catastrophique coûte sa place à Théault, remplacé par Jean-Louis Gasset. La situation sportive ne s'arrange pas pour autant. Cyrille Watier, auteur de 13 buts, tient l'attaque à bout de bras, et c'est seulement lors de l'avant-dernière journée que le Stade Malherbe obtient son maintien en Division 2. La formation présente la seule satisfaction, avec l'éclosion du jeune et polyvalent Mathieu Bodmer, et la finale de la Coupe Gambardella de l'équipe des moins de 17 ans, où évoluent les futurs professionnels Jérémy Sorbon, Benoît Lesoimier, Reynald Lemaître, Ronald Zubar, Bruno Grougi et Sigamary Diarra.

#### Une ambition retrouvée (2001-2004)
- 2001-2002 (Division 2) C'est la grande lessive : l'entraîneur Gasset part à Paris, Grégory Tafforeau à Lille, Esceth-N'Zi, qui n'a pas convaincu, à Lorient, Horlaville et Glonek arrêtent. Hervé Gauthier, le nouvel entraîneur, reçoit le renfort des anciens Franck Dumas et Xavier Gravelaine, et l'attaque que ce dernier forme avec David Faderne s'avère prometteuse. Les jeunes Sébastien Mazure, Nicolas Seube et Cédric Hengbart sont également recrutés. Après un début de saison prometteur et offensivement spectaculaire, l'ambiance dans le vestiaire se plombe. Faderne, auteur de 8 buts en 17 matchs, souhaite retourner à Ajaccio et quitte le club avec fracas à la trêve. Malgré le talent de Gravelaine (15 buts et autant de passes décisives), l'équipe, au mental fragile, perd rapidement tout espoir de montée en raison d'une défense fébrile. Avec la meilleure attaque et l'avant-dernière défense de Division 2, le club termine à la 6e place, loin de ce que promettait le talent de l'effectif.

L'arrivée de Jean-François Fortin à la présidence et le recrutement de l'entraîneur Patrick Remy en 2002 voient le club se relancer sportivement. En 2004, le SM Caen est promu pour la troisième fois de son histoire en Ligue 1.

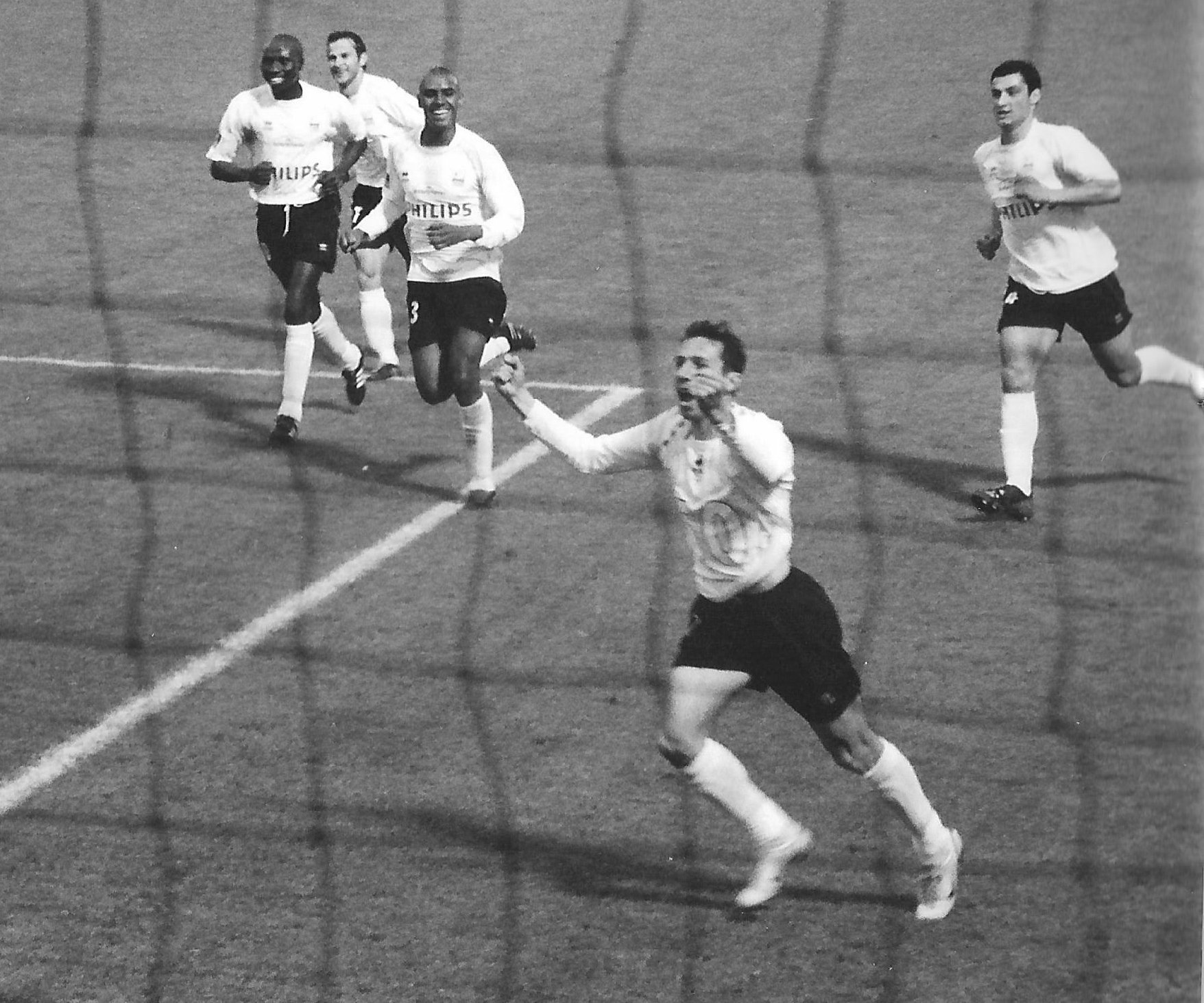
Joie caennaise lors de la saison 2003-2004

- 2002-2003 (Ligue 2) Gravelaine, fidèle à ses habitudes, s'en va après une seule saison. Gauthier est écarté, remplacé par Patrick Remy, qui recrute Di Rocco, Kor Sarr et le gardien Elana. Mathieu Bodmer est sélectionné en équipe de France espoirs. Côté dirigeants, le club engage un président délégué : Michel Bérard, en provenance de Sedan. Ce dernier est licencié quelques mois plus tard pour faute professionnelle, dans un dossier où le jeune prometteur Sigamary Diarra profite d'un vice de forme dans son contrat pour s'engager librement au FC Sochaux-Montbéliard. Sur le terrain, un début de saison prometteur soulève des espoirs mais l'équipe plonge ensuite au classement pour se retrouver à l'avant-dernière place début 2003. Une réorganisation tactique et la réussite de Mazure à la pointe de l'attaque offrent une belle fin de parcours au club, qui termine à la septième place. En coupe de France, Caen reçoit l'AJ Auxerre en 32e de finale mais s'incline 2-1, dans une rencontre marquée par un but refusé de Kor Sarr aussi spectaculaire que controversé, ainsi qu'un incident avec l'arbitre, victime d'un jet de projectile. Cet incident voit la suspension du Stade Michel-d'Ornano pour un match ferme.

- 2003-2004 (Ligue 2) Caen décide de miser sur la stabilité et sur la bonne fin de saison dernière. Aziz Ben Askar et Vincent Planté viennent renforcer le groupe, qu'a quitté Bodmer, écarté en fin de saison. Dernier au bout de cinq journées, l'équipe aligne ensuite une série de seize matchs sans défaite qui lui permet de revenir sur la tête du classement. De fil en aiguille, l'équipe, talentueuse, cohérente et solidaire, confirme sa présence sur le podium. La montée est officielle le soir d'une victoire sur le terrain du FC Rouen. Le Stade Malherbe est même tout près de ravir à Saint-Étienne le titre lors de la dernière journée. Franck Dumas, qui aura joué un rôle primordial, arrête sa carrière et devient directeur sportif.

### L'«ascenseur» entre la Ligue 1 et la Ligue 2 (2004-2014)

#### Accession en Ligue 1, finale de la Coupe de la Ligue et relégation (2004-2005)
Le dénouement de la saison suivante est cruel : les Caennais s'inclinent en finale de Coupe de la Ligue (battus par le RC Strasbourg 2-1), et sont relégués lors de la dernière journée. Côté public, le club retrouve pourtant une grande ferveur, avec une moyenne à domicile proche des 20 000 spectateurs, ainsi qu'une chaude ambiance en tribune.
- 2004-2005 (Ligue 1) De retour en Ligue 1, les dirigeants souhaitent conserver l'effectif en place, même si aucun joueur n'a connu la première division à part Jimmy Hebert, et effectuent un recrutement qui se veut ciblé. Mais Frédéric Danjou est loin de pouvoir remplacer Dumas, tandis que les Belges Steve Dugardein et Grégory Dufer ne parviennent pas à s'adapter au niveau “Ligue 1”. L'équipe a conservé sa solidarité et son  état d'esprit, mais paraît trop limitée. Malgré un début de championnat intéressant, le Stade Malherbe descend petit à petit au classement. Le recrutement à la trêve est complètement manqué (Mohammadou Idrissou, blessé, ne joue pas un seul match). En perdant des matchs importants contre des rivaux directs comme Metz ou Bastia, l'équipe intègre la zone des relégables. Entre-temps, elle s'offre un fantastique parcours en Coupe de la Ligue, mais doit s'incliner en finale face à Strasbourg au Stade de France. C'est le dernier match de l’entraîneur Remy, renvoyé et remplacé par Dumas : il reste quatre matchs à l'équipe pour quitter sa 19e place. Trois victoires consécutives (3-2 à Marseille, 2-0 face à Saint-Étienne, 3-2 à Toulouse) lui permettent de remonter à la 17e place, mais Caen s'incline sur le terrain d'Istres, dernier, lors du dernier match de la saison et doit redescendre en Ligue 2.

#### L'ère Dumas: entre espoirs et désillusions (2005-2012)
Après deux saisons en Ligue 2, le Stade Malherbe, dirigé par l'ancien joueur Franck Dumas, est de retour en Ligue 1 en 2007, et obtient son maintien dans l'élite pour la première fois depuis 1994. La performance n'est pas rééditée la saison suivante : au soir de la dernière journée, une défaite (0-1) face aux Girondins de Bordeaux offre le titre à ces derniers et condamne les Caennais à la Ligue 2. Le club devient champion de France de Ligue 2 l'année suivante et remonte, mais quitte de nouveau la Ligue 1 après deux saisons difficiles.
- 2005-2006 (Ligue 2) Après quelques hésitations, Franck Dumas reste à la tête de l'équipe, secondé par Patrick Parizon et Patrice Garande. Auteur d'une belle saison, Sébastien Mazure reste en Ligue 1 (à l'AS Saint-Étienne) : il est l'objet d'un échange avec Lilian Compan. Cyrille Watier, après six saisons de loyaux services, obtient un bon de sortie pour Guingamp. Leca, Florentin et Thiam sont recrutés. Le jeune Ronald Zubar, qui sort d'une saison impressionnante, est promu capitaine. Le retour à la réalité de la Ligue 2 est brutal : l'équipe s'incline lors des quatre premiers matchs, mais elle parvient ensuite à s'offrir deux périodes d'invincibilité. Relégué à quatorze points de la troisième place en janvier, le Stade Malherbe enchaîne sept victoires d'affilée au printemps et rejoint Lorient, 3e, lors de l'avant-dernière journée. Après une défaite à Brest, le dernier match de la saison est de nouveau décisif ! Caen l'emporte face à Créteil mais doit abandonner la 3e place à Lorient, à la différence de buts (+23 contre +21).

- 2006-2007 (Ligue 2) Franck Dumas est fidèle au poste, et la stabilité est de mise. Ronald Zubar, parti à Marseille, est remplacé par Grégory Proment. Le club compte également sur le retour de Mazure, qui a connu une saison à l'AS Saint-Étienne gâchée par les blessures. Le Stade Malherbe démarre sur les chapeaux de roues, avec 13 matchs consécutifs sans défaite. L'attaque caennaise, dynamisée par l'explosion de Yoan Gouffran (élu meilleur joueur de Ligue 2), est la plus prolifique de Ligue 2. Malgré un passage à vide en fin de saison, l'équipe obtient son retour en Ligue 1, en terminant deuxième, derrière le FC Metz. Le club affiche la plus grosse affluence moyenne en Ligue 2 et remporte la 1re édition du championnat de France des tribunes. L'équipe réserve accède au CFA. Enfin, le nouveau centre de formation est inauguré, concrétisant l'ambition du club de figurer parmi l'élite française de la formation.

- 2007-2008 (Ligue 1) Caen est de retour parmi l'élite et n'entend pas retourner en Ligue 2. Contrairement à la précédente montée en Ligue 1, les dirigeants décident de renforcer sensiblement l'équipe : le meneur de jeu Benjamin Nivet (ex-Troyes, relégué en Ligue 2) et l'ailier gauche argentin Juan Eduardo Eluchans (ex-Independiente) rejoignent en particulier le club. Malgré une entame délicate, l'équipe réalise une remarquable première moitié de saison, et pointe à la 4e place à la trêve. Le groupe connait un nouveau passage à vide durant l'hiver, mais la réussite et les bons résultats reviennent au printemps. Malherbe termine la saison à une inattendue 11e place, en pratiquant un jeu offensif et spectaculaire, dans la lignée des saisons précédentes.

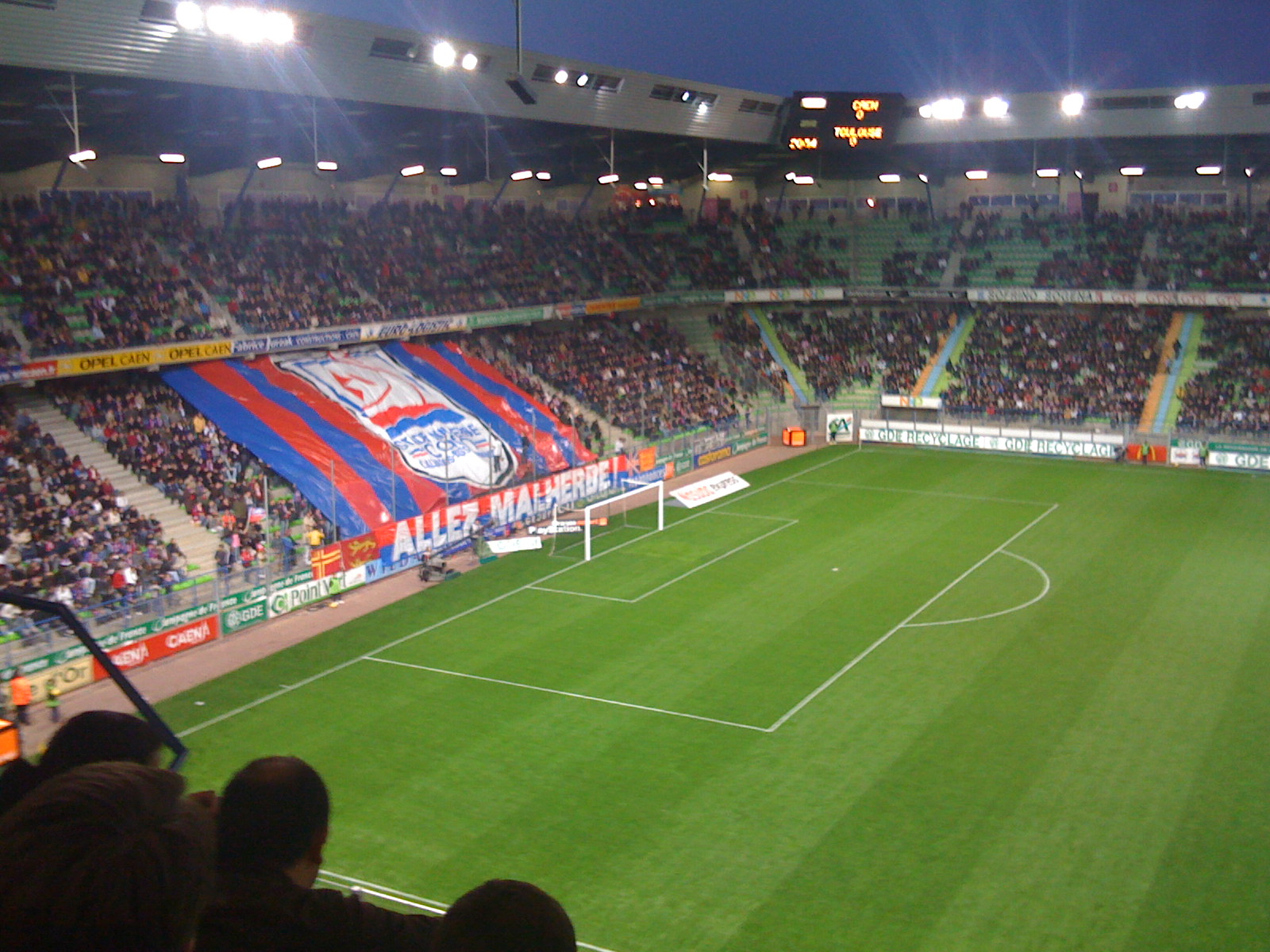
Tifo représentant le logo du club

- 2008-2009 (Ligue 1) Durant l'été, Caen perd sa star Yoan Gouffran, parti aux Girondins de Bordeaux et Cédric Hengbart, mais recrute l'attaquant de Valenciennes Steve Savidan pour une somme record (5 à 6 M€), ainsi que le défenseur droit argentin Pablo Barzola et l'ailier franco-tunisien Fahid Ben Khalfallah. L'ambition est de faire au moins aussi bien que la saison passée. Le début de saison est conforme à cette ambition : Caen est 5e au soir de la 7e journée. Mi-novembre, Steve Savidan devient le 3e joueur de l'histoire du club à être sélectionné en équipe de France. Puis la machine s'enraye : les blessures s'accumulent en automne, mais surtout, l'ambiance dans le groupe se détériore[82], donnant une mauvaise cohésion entre les joueurs sur le terrain. Conséquence, l'équipe ne remporte pas une seule rencontre entre le 22 novembre et le 11 avril. À la veille du dernier match, l'équipe est 17e et dernière non-relégable, mais doit recevoir les Girondins de Bordeaux, en lutte pour le titre. Défait 1-0 sur un but de Yoan Gouffran, le SM Caen finit à la 18e place et est relégué en Ligue 2.

- 2009-2010 (Ligue 2) La descente en Ligue 2 entraine le départ de plusieurs joueurs majeurs (Steve Savidan, Fahid Ben Khalfallah, Reynald Lemaître, Vincent Planté), remplacés par des jeunes joueurs et quelques recrues (Steeven Langil et Grégory Tafforeau notamment). Le Stade Malherbe réalise un remarquable début de saison, qui lui permet de prendre rapidement la tête du championnat, au point de compter dix points d'avance sur son dauphin (Le Havre Athletic Club) après 16 journées[83]. Malgré une fin de saison plus difficile, la remontée est acquise le 19 avril, à cinq journées de la fin, et le titre de champion est officialisé au soir de la dernière journée. Grégory Leca, Grégory Tafforeau et Benjamin Nivet apparaissent dans l'équipe-type de la Ligue 2, alors que Youssef El-Arabi, auteur de 13 buts toutes compétitions confondues, est la révélation de la saison caennaise[84].

- 2010-2011 (Ligue 1) Le club fait son retour dans l'élite. L'objectif de Dumas est de construire un groupe de contre-attaque[85]. De nombreux joueurs partent tandis que les jeunes ailiers Romain Hamouma et Yohan Mollo (en prêt) sont recrutés, ainsi que l'international français espoir Damien Marcq. Après des victoires inattendues face aux deux premiers du championnat précédent (Marseille et Lyon) et malgré la confirmation du talent de Youssef El-Arabi (auteur de 17 buts en championnat), l'équipe obtient des résultats décevants lors de la phase aller, qui la font plonger jusqu'à la 19e place en décembre. Plusieurs victoires entre janvier et mars lui permettent de ressortir de la zone de relégation. À l'issue d'une compétition serrée avec plusieurs autres clubs, le Stade Malherbe parvient à sauver sa place au soir de la dernière journée, grâce à une série de sept matchs sans défaite ponctuée sur un match nul (2-2) face à Marseille. Le club finit ainsi 15e.

- 2011-2012 (Ligue 1) Le club poursuit son aventure en Ligue 1 mais sans son buteur vedette Youssef El-Arabi. Pour le remplacer, les dirigeants font appel à Pierre-Alain Frau. Malgré un bon départ (2 victoires), le club se stabilise rapidement dans le ventre mou du championnat. Mais les points se font rares et le club enchaîne 8 matchs sans victoire au cœur de l'hiver. À la même période, le club se fait simultanément sortir des deux coupes (Olympique de Marseille en quart de finale de coupe de la ligue et ESTAC Troyes en 32e de finale de coupe de France). Le rendement de Frau (auteur de seulement 6 buts en 32 matchs) est insuffisant, et Romain Hamouma en particulier est loin de confirmer son excellente saison précédente. À la 30e journée, le club rejoint pour la première fois la zone de relégation. Avec seulement deux victoires lors des sept matchs suivants, Caen est encore une fois 17e au soir de l'avant-dernière journée. Malherbe s'incline alors à Valenciennes et le club redescend en Ligue 2, terminant 18e. L'entraîneur Franck Dumas, contesté en interne et par le public, est remercié par le président Fortin.

#### Une nouvelle spirale positive (2012-2014)
Franck Dumas remercié, le club doit faire face à un remaniement du staff, qui s'opère finalement en interne : l'adjoint Patrice Garande devient ainsi l’entraîneur principal. Dans un contexte de crise financière, Caen voit son budget se resserrer et le club doit se résoudre en 2013 à diminuer son personnel administratif. Le centre de formation fait également les frais de ces économies : la capacité d'accueil des jeunes joueurs diminue, ainsi que le nombre de préparateurs. Pour la gestion de l'équipe professionnelle, le club retrouve un directeur sportif : Alain Caveglia, au club depuis 2011, pour diriger le recrutement et assister l'entraîneur à la construction de l'effectif. Après deux bonnes saisons en Ligue 2, le club retrouve l'élite à l'aube de la saison 2014-2015 et a de nouvelles ambitions. L'arrivée de Xavier Gravelaine comme directeur général coïncide alors avec le lancement du projet Malherbe 2020, avec comme point central la construction d'un nouveau centre d'entrainement. Ainsi, la rénovation du complexe de Venoix est à l'étude à partir de début 2015, et les travaux d'aménagement débutent en février 2016.
- 2012-2013 (Ligue 2) Pour son retour en Ligue 2, l'effectif du club est bouleversé. Romain Hamouma, Alexis Thébaux, Benjamin Nivet ainsi que Thomas Heurtaux quittent en particulier le club. Les anciens Anthony Deroin et Grégory Proment stoppent également l'aventure caennaise. Patrice Garande, promu entraîneur, s'appuie sur des joueurs expérimentés de Ligue 2, tels que Laurent Agouazi et le buteur Mathieu Duhamel. Le prêt d'Alexandre Cuvillier ainsi que les recrues Jean Calvé et Jean-Jacques Pierre sont d'autres renforts que le club obtient. Caen réalise une saison régulière et reste dans le premier quart du classement durant tout l'exercice. Malgré une défense solide menée par Jérémy Sorbon promu capitaine ainsi que l'explosion du jeune latéral Raphaël Guerreiro, le cruel manque de réalisme offensif empêche les caennais de terminer sur le podium. Avec la meilleure défense du championnat et la neuvième attaque, le club termine à la 4e place et manque l'accession. Dans le même temps, l'équipe réserve est reléguée en CFA 2.

- 2013-2014 (Ligue 2) Le club souhaite conserver sa défense et renforcer le secteur offensif, mais Jérémy Sorbon et Raphaël Guerreiro ne résistent pas aux sirènes de la Ligue 1 et quittent Malherbe. Dennis Appiah ainsi que le brésilien Felipe Saad sont recrutés pour les remplacer. Pour son centenaire, le club enregistre un transfert prestigieux avec le retour de Jérôme Rothen. Le prometteur joueur de National N'Golo Kanté vient également renforcer le milieu de terrain. En attaque, Mathias Autret et Jonathan Kodjia arrivent en prêt, tandis que Fodé Koïta débarque de Montpellier. L'objectif est de remonter en Ligue 1 à tout prix. La saison est marquée par les festivités du centenaire du club, et notamment un match de gala contre le Milan AC le 13 octobre au Stade Michel-d'Ornano, remporté 3-0 par les Caennais. L'équipe commence fort le championnat avec trois victoires consécutives, mais devient ensuite irrégulière et stagne dans le premier tiers du classement. Au mois d'octobre, publiquement démotivé, Jérôme Rothen quitte brusquement le club puis annonce sa fin de carrière[89]. Après la trêve hivernale, la défense est enfin stabilisée et l'attaque menée par Duhamel s'avère redoutable. Le club termine finalement 3e et remonte en Ligue 1. Mathieu Duhamel (auteur de 24 buts), et Fayçal Fajr (15 passes décisives), terminent respectivement meilleur buteur et meilleur passeur de Ligue 2. En Coupe de France, le club réalise un parcours intéressant et se hisse jusqu'en 8e de finale, s'inclinant à Lille aux tirs au but après un match nul prolifique (3-3).

### Cinq années en Ligue 1 et nouvelle chute du club (2014-2020)

#### Le duo Fortin-Gravelaine aux commandes: le projet «Malherbe 2020» avorté (2014-2018)
Caen est une nouvelle fois de retour en Ligue 1. Le président Jean-François Fortin, souhaitant déléguer davantage de tâches, nomme l'ancien joueur caennais Xavier Gravelaine au poste de directeur général. Cette nomination marque le début d'une ère de professionnalisation du club. Le SMC emploie de nouveaux collaborateurs et développe sa communication ainsi que son offre commerciale. Les dirigeants ont également des projets de travaux pour le stade Michel d'Ornano ainsi que le centre d'entrainement de Venoix : le plan « Malherbe 2020 » est enclenché. Sur le terrain, Malherbe réalise deux bonnes saisons malgré un départ raté, entaché par l'affaire du match « Caen - Nîmes ».
- 2014-2015 (Ligue 1) Pour son sixième retour dans l'élite, Les dirigeants souhaitent créer une équipe avec des joueurs de Ligue 1 aguerris associés à de jeunes espoirs recrutés en division inférieure. C'est ainsi que le gardien expérimenté Rémy Vercoutre débarque de Lyon, tandis que le meneur de jeu Julien Féret arrive de Rennes. En défense, Damien Da Silva et Emmanuel Imorou, deux joueurs évoluant en Ligue 2, arrivent également. Sloan Privat et Hervé Bazile viennent renforcer l'attaque. Le club vit une première partie de saison noire. Malgré une victoire 3-0 lors de la première journée, l'équipe s'enfonce au classement dès l'automne. Pire, au mois de novembre, le président Jean-François Fortin est mis en examen dans l'affaire dite des matchs présumés truqués de Ligue 2. Dans ce contexte difficile, l'équipe réalise la pire première partie de saison de son histoire en Ligue 1. Fin décembre, le club est bon dernier du classement avec seulement 15 points. Pourtant, les joueurs trouvent enfin une cohésion dès la reprise et l'équipe se révèle dès le mois de janvier. Malherbe réalise alors une excellente phase retour symbolisée par une attaque prolifique (la 4e de Ligue 1). Le maintien est finalement acquis à une journée de la fin et le club termine à une inattendue 13e place. Dans le même temps, Jean-François Fortin est disculpé par la LFP et reprend ses fonctions de président[90].

- 2015-2016 (Ligue 1) Malherbe a une fois de plus pour mission de se maintenir une deuxième fois consécutive en Ligue 1, chose qu'il n'a plus réussi depuis 20 ans. Le club change sa politique de recrutement pour bâtir une équipe sur le long terme. Ainsi, les recrues se voient offrir des contrats de plus longue durée, et les joueurs cadres de la saison précédente prolongent tous au club. Caen perd d'entrée son grand espoir Thomas Lemar, vendu 4 M€ à l'AS Monaco[91], puis son joueur-vedette N'Golo Kanté, qui part à Leicester contre une somme record de 9 M€[92]. La signature des attaquants Andy Delort et Ronny Rodelin ainsi que les arrivées de Jonathan Delaplace et Vincent Bessat au milieu de terrain constituent les principaux renforts. Dans la continuité de la fin de saison précédente, les Caennais réalisent une première partie de championnat extraordinaire. Régulièrement présente sur le podium, l'équipe est à mi-saison 4e du classement avec 30 points. Les résultats sont plus irréguliers en deuxième partie d'exercice, quelques joueurs baissent de régime et l'effectif essuie plusieurs blessures, mais Malherbe termine malgré tout sa folle saison à la 7e place. C'est le deuxième meilleur classement de l'histoire du club après la saison 1991-1992.

Le Stade Malherbe, après deux bonnes saisons en Ligue 1, retrouve la sérénité. C'est le moment choisi par le club, avec le soutien des actionnaires, pour annoncer les nombreux investissements à venir. Une convention est signée avec la municipalité : le SMC obtient l'exploitation exclusive du Stade Michel d'Ornano pour les douze prochaines années, ainsi que du centre d'entrainement de Venoix. Les terrains sont refaits à neuf, la « fosse » est couverte, la construction d'un bâtiment ultra-moderne réservé aux professionnels est prévue pour 2018. Le centre de formation est modernisé et repasse en 1re catégorie. Le club prend également le virage d'une communication visuelle plus identitaire symbolisée par un nouveau logo. Les vieux sièges verts du stade d'Ornano sont remplacés. L'enceinte réalise de nombreux travaux de modernisation et devient véritablement rouge et bleue . Côté sportif, Xavier Gravelaine, Alain Caveglia et Patrice Garande gèrent ensemble la construction et le devenir de l'effectif professionnel.
- 2016-2017 (Ligue 1) Le club continue d'apporter de l'expérience à l'équipe. Le vétéran Steed Malbranque rejoint le club. Le polyvalent Romain Genevois, en provenance de l'OGC Nice, vient renforcer la défense. Dennis Appiah part à Anderlecht, il est remplacé par l'ancien lyonnais Mouhamadou Dabo. Le buteur Andy Delort entame un bras de fer avec le club pour partir au Mexique dans l'équipe des Tigres de Monterrey. Véritable feuilleton de l'été, le joueur n'est transféré qu'à la toute fin du mercato. Le croate Ivan Santini, en provenance du Standard Liège, le remplace à la pointe de l'attaque. L’entraîneur Patrice Garande estime que Malherbe doit terminer « entre la 8e et la 12e place »[94]. Pourtant, la saison se révèle bien plus compliquée que prévu. L'équipe apparaît clairement en fin de cycle et sans véritable cohésion. Malherbe est handicapé par de nombreuses blessures tout au long du championnat. De plus, la plupart des recrues déçoivent. Seuls Ivan Santini, auteur de 15 buts, et le joker Frédéric Guilbert répondent aux attentes. Malherbe s'enfonce peu à peu au classement et joue sa survie toute la deuxième partie de saison. Le club sauve miraculeusement sa place en Ligue 1 lors de la dernière journée au Parc des Princes en égalisant face au PSG grâce à Ronny Rodelin à la 91e minute (1-1). Malgré un total famélique de 37 points, l'équipe accroche la 17e place synonyme de maintien.

- 2017-2018 (Ligue 1) Le SMC entame une quatrième saison de suite dans l'élite, mais l'effectif est à bout de course. Le président Jean-François Fortin annonce d'emblée qu'il faut « revoir l’équipe dans toutes les lignes »[95]. Patrice Garande est confirmé dans ses fonctions[96]. Après seize saisons en équipe première, Nicolas Seube prend sa retraite et intègre l'encadrement du club. Tous les joueurs en fin de contrat sont libérés. Le club vise des renforts jeunes et polyvalents. Arrivent notamment le milieu de Monaco Youssef Aït Bennasser (en prêt), les défenseurs Baïssama Sankoh (Guingamp) et Alexander Djiku (Bastia). Frédéric Guilbert reste au club. Malherbe réalise un bon début de saison et pointe à la 6e place au mois de novembre. La défense se révèle à la hauteur mais le SMC peine en attaque. Les victoires se font alors de plus en plus rares et Malherbe plonge au classement. Les Caennais ne prennent que deux points entre la 28e et la 37e journée et sont une nouvelle fois au bord de la relégation. Un nouveau match nul (0-0) contre un PSG à l'économie lors de la dernière journée sauve le SMC, qui termine 16e avec 38 points. Le club s'offre entre-temps un excellent parcours en Coupe de France, atteignant les demi-finales pour la première fois de son histoire, mais s'incline face à Paris (1-3). La fin de cycle est totale, symbolisée par le départ du président Jean-François Fortin, poussé vers la sortie par les actionnaires. L’entraîneur Patrice Garande, en fin de contrat, s'en va également.

#### Changement de direction, relégation en Ligue 2 et des finances en danger (2018-2020)
Les deux dernières saisons, avec deux maintiens obtenus in extremis, ont laissé des traces. En mai 2018, après une guerre entre actionnaires de plusieurs mois, Jean-François Fortin est évincé par ses pairs. Un nouveau conseil de surveillance puis un nouveau directoire sont élus. Gilles Sergent devient le nouveau président du SMC.
- 2018-2019 (Ligue 1) Le club est en Ligue 1 pour une cinquième saison consécutive, mais tout est à reconstruire. Patrice Garande s'en va, ses adjoints également. Fabien Mercadal, en provenance du Paris FC, est le nouvel entraîneur du Stade Malherbe. L'effectif est lui aussi bouleversé. Le mercato est l'un des plus agités de l'histoire du club, avec treize départs et dix arrivées. Les anciens cadres tels que Julien Féret, Rémy Vercoutre ou Damien Da Silva quittent le club. Les deux attaquants Ivan Santini et Ronny Rodelin s'en vont également. Pour les remplacer, le club peut compter sur plusieurs renforts aguerris : Paul Baysse, prêté par les Girondins de Bordeaux, doit remplacer Da Silva en défense centrale. Prince Oniangué et Fayçal Fajr, de retour, viennent renforcer le milieu de terrain, tandis que Malherbe tente d'apporter de la vivacité et de la percussion en attaque avec Yacine Bammou (Nantes), Casimir Ninga (MHSC) ainsi que Claudio Beauvue qui souhaite se relancer après deux saisons difficiles en Espagne. Le SMC démarre correctement le championnat mais s'enfonce au classement dès l'automne. L'équipe, sans réels joueurs cadres et sans animation offensive, peine beaucoup trop en attaque. La quasi-totalité des recrues déçoivent. A la trêve, Malherbe est 16e avec 18 points. Les choses ne s'arrangent pas pendant l'hiver, et le club fait appel à Rolland Courbis pour la fin de saison. Malgré un sursaut au printemps, Malherbe perd son dernier match à domicile contre Bordeaux (0-1) et termine 19e, synonyme de relégation en Ligue 2. Mercadal et Courbis quittent le club dans la foulée.

- 2019-2020 (Ligue 2) Le SMC est de retour dans l'antichambre de l'élite et doit repartir sur de nouvelles bases. Le club nomme un nouveau président, Fabrice Clément, et un nouvel entraîneur, Rui Almeida. L'objectif de la saison est de terminer dans les cinq premiers. Tous les joueurs cadres s'en vont, dont Enzo Crivelli, Casimir Ninga, Alexander Djiku, Jonathan Gradit, Fayçal Fajr et Brice Samba. Malherbe construit alors une équipe composée de joueurs de Ligue 2 aguerris, tels que Anthony Gonçalves, Jessy Pi, Anthony Weber, Rémy Riou, Steeve Yago et Benjamin Jeannot, le tout associé à de jeunes joueurs formés au club. Le début de saison est catastrophique, le club ne compte qu'une seule victoire lors des huit premiers matchs. L’entraîneur Rui Almeida est remercié fin septembre, remplacé dans la foulée par Pascal Dupraz. L'équipe redresse légèrement la barre mais concède énormément de matchs nuls. Malherbe est 13e à la trêve. L'équipe ne décolle pas au classement entre janvier et mars, avant que le championnat ne soit arrêté à la 28e journée en raison de la Pandémie de Covid-19 en France. Le SMC termine à une anodine 13e place.

### Rachat par un fonds d'investissement américain (2020-2024)
Malherbe est en danger, le club vit au dessus de ses moyens et les finances sont au plus mal. L'actionnaire Pierre-Antoine Capton se met en quête de nouveaux investisseurs. Après plusieurs mois de négociations, le club est vendu à Oaktree, un fonds d'investissement américain. Olivier Pickeu devient le nouveau président du SMC.

#### Première saison catastrophique et lutte pour le maintien en Ligue 2 (2020-2021)
- 2020-2021 (Ligue 2) Le club, fraichement vendu aux américains, doit tout de même se serrer la ceinture. Il est logiquement discret sur le marché des transferts, obligeant Pascal Dupraz à préparer la saison en intégrant de nombreux jeunes du centre de formation. L'équipe est malgré tout renforcée dans les derniers jours du mercato avec les arrivées de Yoann Court et Alexandre Mendy en provenance du Stade brestois 29 et des Girondins de Bordeaux. Malgré un bon départ (l'équipe est 3e après huit journées), la suite de la saison vire au cauchemar. Incapable de se procurer des occasions, les Caennais ne frappent au but qu'une ou deux fois par match. L'équipe s'enfonce alors au classement jusqu'à lutter pour sa survie en Ligue 2. Pascal Dupraz est limogé début avril et remplacé par l'entraineur de la réserve Fabrice Vandeputte, mais les résultats ne s'améliorent pas. Le SMC obtient finalement son maintien in-extremis sur penalty dans les dernières secondes de la dernière journée en l'emportant face au Clermont Foot et termine 17e avec 41 points. C'est le plus mauvais résultat du club depuis vingt ans.

#### La parenthèse Stéphane Moulin (2021-2023)
Le club, qui vient de frôler la relégation en National, peut enfin démarrer le projet voulu par les nouveaux actionnaires. En juin 2021, le président Olivier Pickeu frappe fort en nommant Stéphane Moulin, qui sort de six saisons consécutives en Ligue 1 avec Angers, comme nouvel entraineur pour les trois prochaines saisons.
- 2021-2022 (Ligue 2) Le SMC doit continuer de dégraisser pour assainir sa masse salariale et constituer un effectif plus restreint. Pas moins de 17 joueurs sont libérés, prêtés ou transférés, dont Alexis Beka Beka, qui rejoint le Lokomotiv Moscou contre 7M€. En retour, le nouvel entraineur Stéphane Moulin peut compter sur les arrivées du latéral gauche Ali Abdi (Paris FC), du défenseur central Ibrahim Cissé (USL Dunkerque) ainsi que de l'attaquant Nuno Da Costa, qui arrive en prêt de Nottingham Forest. Malgré une première victoire 4-0 lors de la première journée face à Rodez, le SM Caen s'enfonce au classement jusqu'au mois de décembre, en grande partie à cause d'une cascade de blessures parmi les joueurs titulaires. Lors de la deuxième partie de saison, un changement de système ainsi que le retour de plusieurs joueurs clés permet à Malherbe de remonter au classement. Le club termine à une satisfaisante 7e place. Le buteur Alexandre Mendy en particulier est auteur de 16 buts. Dans le même temps, l'équipe des -18 ans accède à la finale de la Coupe Gambardella, seulement battue aux tirs au but par l'Olympique lyonnais au Stade de France.

- 2022-2023 (Ligue 2) Malherbe vit enfin une intersaison plus sereine. Les dirigeants souhaitent miser sur la continuité de la bonne deuxième partie de saison précédente. Les meilleurs joueurs sont cependant vivement sollicités et le club, toujours fragile financièrement, doit se résoudre à vendre Johann Lepenant à l'Olympique lyonnais contre environ 6M€. Contrairement aux saisons précédentes, le SMC parvient à boucler la majeure partie de son recrutement dès le mois de juin. Ainsi l'expérimenté défenseur central Romain Thomas, 219 matchs en Ligue 1, arrive en provenance d'Angers avec le gardien Anthony Mandrea. Le club mise également sur des valeurs sûres de Ligue 2 : le défenseur Emmanuel Ntim (Valenciennes), le milieu Quentin Daubin (Pau), l'attaquant Samuel Essende ou encore Bilal Brahimi (Dunkerque) viennent renforcer l'effectif. Les Caennais réalisent une excellente saison à domicile mais perdent trop de points à l'extérieur pour espérer se mêler à la lutte pour la montée. Porté par Alexandre Mendy, auteur de 19 buts, Le SMC finit à une encourageante 5e place. L'entraineur Stéphane Moulin, victime d'un drame familial en cours de saison, quitte cependant le club à un an de la fin de son contrat, évoquant des divergences personnelles irréconciliables avec le président Olivier Pickeu. L'équipe réserve est quant à elle reléguée en National 3. De plus, l'actionnaire principal Oaktree souhaite vendre le club. À l'aube de la prochaine saison, Malherbe doit encore une fois se reconstruire en coulisses...

#### L'échec Jean-Marc Furlan puis Nicolas Seube aux commandes (2023)
L'entraineur Stéphane Moulin ayant décidé de quitter le club à un an de la fin de son contrat, Malherbe doit vite trouver un nouvel entraineur. En juin 2023, le spécialiste des remontées en Ligue 1 Jean-Marc Furlan s'engage pour deux saisons.
- 2023-2024 (Ligue 2) Malgré le départ de Stéphane Moulin, le club souhaite jouer la carte de la continuité. Parmi les joueurs cadres de la saison dernière, seul Ibrahim Cissé, en fin de contrat, quitte la Normandie. Jean-Marc Furlan souhaite renforcer l'effectif avec des joueurs qu'il a dirigé dans ses précédents clubs. Arrivent ainsi les défenseurs Valentin Henry (FC Sochaux) et Alexandre Coeff (Brescia Calcio). L'attaquant Mickaël Le Bihan, auteur de 12 buts avec le Dijon FCO la saison passée, vient renforcer l'attaque. Au milieu de terrain, Mathias Autret (AJ Auxerre) fait son retour dix ans après son premier passage au club. Malherbe réussit le tour de force de conserver et de prolonger son buteur Alexandre Mendy. Avec le retour des play-off de Ligue 2, l'objectif du Stade Malherbe est de terminer dans les cinq premiers. La saison débute sur les chapeaux de roue et les hommes de Furlan remportent leurs 4 premiers matchs sans encaisser le moindre but. Alors leader, les caennais chutent dans les dernières secondes à Laval puis entrent dans une terrible spirale négative. Caen enchaîne alors 11 matchs sans victoires et plonge jusqu'à la 16e place à l'automne. Jean-Marc Furlan est remercié le 7 novembre. Après un court intérim de Patrice Sauvaget, le club nomme Nicolas Seube entraineur. L'équipe réalise alors une série de 7 matchs sans défaite. Malherbe reste en lice jusqu'à la dernière journée pour la qualification en play-off mais échoue finalement pour un point et termine 6e. Alexandre Mendy, auteur de 22 buts, est élu meilleur buteur de Ligue 2.

### Kylian Mbappé nouveau propriétaire du club (depuis 2024)
L'actionnaire majoritaire Oaktree, qui souhaite vendre le club depuis un an, trouve enfin acquéreur. Coalition Capital, la société d'investissement de Kylian Mbappé, rachète les parts du fond américain en juillet 2024.

#### Première saison épouvantable et descente en National (2024-2025)
- 2024-2025 (Ligue 2) Malgré le rachat du club par Kylian Mbappé, au retentissement national, le SMC passe un été compliqué. Après de longues semaines de tractations durant lesquelles les dirigeants sont inactifs sur le marché des transferts, la vente du club n'est officialisée que mi-aout. Le buteur Alexandre Mendy pense début juillet pouvoir rejoindre Sunderland, mais se voit refuser son transfert par le nouveau propriétaire. Entre temps, Malherbe se renforce tout de même avec les arrivées de Yann M'Vila et Lorenzo Rajot, tandis qu'Ali Abdi rejoint l'OGC Nice. Le 29 octobre 2024, à la faveur de son 70e but inscrit, Alexandre Mendy devient le meilleur buteur du club. La saison se révèle cauchemardesque. Dès le mois de novembre, l'équipe ne parvient plus à gagner un match. Alors que le club est 16e à mi-saison, Nicolas Seube est renvoyé. Le club nomme un entraineur portugais inconnu, Bruno Baltazar, comme successeur. Son bilan est catastrophique. Après huit matchs et autant de défaites pour un seul but marqué, il est remercié à son tour. Les dirigeants font alors appel à Michel Der Zakarian, mais l'équipe ne parvient pas à se relever et termine dernière de Ligue 2. Après 41 saisons consécutives dans les deux premières divisions, le SMC descend en National à la stupéfaction générale.

#### Remonter en Ligue 2 au plus vite (depuis 2025)
Malgré la relégation en troisième division, le clan Mbappé assure rester au club et vouloir continuer son projet initial. En juin, les dirigeants terminent enfin leur organigramme voulu depuis un an. Pascal Plancque (directeur technique) et Reda Hammache (directeur du recrutement) pilotent conjointement le volet sportif. Ziad Hammoud reste président du club. La direction nomme Maxime d'Ornano comme nouvel entraineur avec l'ambition de remonter immédiatement en Ligue 2.
- 2025-2026 (National) La descente en National provoque un raz-de-marée de départs. 14 joueurs sont en fin de contrat, et d'autres sont invités à partir pour alléger la masse salariale. Tandis que l'effectif est sur le point d'être bouleversé, les dirigeants caennais choisissent Maxime d'Ornano comme nouvel entraineur.